# Blaise Pascal
Pour les articles homonymes, voir Pascal.
Blaise Pascal, né le 19 juin 1623 à Clermont (devenue Clermont-Ferrand) en Auvergne et mort le 19 août 1662 à Paris, est un polymathe : mathématicien, physicien, inventeur, philosophe, moraliste et théologien français.
Enfant précoce, il est éduqué par son père. Les premiers travaux de Pascal concernent les sciences naturelles et appliquées. Il contribue de manière importante à l’étude des fluides et clarifie les concepts de pression et de vide en étendant le travail de Torricelli. Il est l'auteur de textes importants sur la méthode scientifique.
Mathématicien de premier ordre, il crée deux nouveaux champs de recherche majeurs : 
- À 16 ans, il publie un traité de géométrie projective ;
- À 19 ans, il invente la première machine à calculer, la développe, puis présente à ses contemporains sa pascaline achevée ;
- À 31 ans, il développe une méthode de résolution du « problème des partis » qui, donnant naissance au cours du XVIIIe siècle au calcul des probabilités, influencera fortement les théories économiques modernes et les sciences sociales.

Après une bouleversante expérience mystique, le 23 novembre 1654, il se consacre essentiellement à la réflexion philosophique et religieuse, sans toutefois renoncer aux travaux scientifiques. Il écrit pendant cette période Les Provinciales, et les Pensées, publiées seulement après sa mort qui survient deux mois après son 39e anniversaire, après une longue maladie.
Sa pensée marque le point de conjonction entre le pessimisme de saint Augustin et le scepticisme de Montaigne, et présente une conception théologique de l’homme et de sa destinée, souvent jugée tragique. La réflexion politique de Pascal est indissociable d’une interrogation métaphysique sur le tout de l’Homme.

## Biographie

### Jeunesse

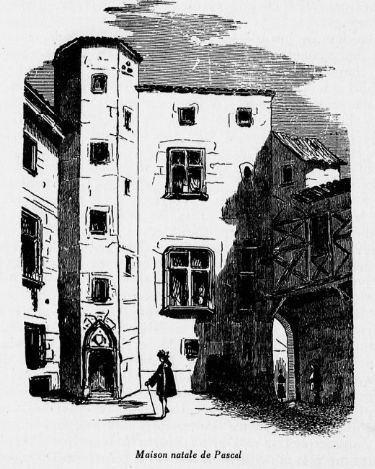
Maison de Blaise Pascal à Clermont-Ferrand. L'emplacement actuel correspond au point de rencontre entre la place de la Victoire et la place Edmond-Lemaigre.

Né à Clairmont (actuel Clermont-Ferrand), en Auvergne, Blaise Pascal est issu d'une famille bourgeoise proche de la noblesse de robe, auvergnate depuis plusieurs générations. Il est baptisé en l'église Saint-Pierre le 27 juin 1623. Il perd sa mère, Antoinette Begon, le 29 juin 1626, alors qu’il n'a que trois ans,.
Son père, Étienne Pascal (1588-1651), très intéressé par les mathématiques, les sciences et les langues anciennes, occupe l’office parlementaire de conseiller du roi en l'élection de Basse-Auvergne : il est chargé de connaître les contentieux fiscaux entre l’administration royale et les sujets ; en 1624, il achète la charge plus importante de second président à la cour des aides de Montferrand, c’est-à-dire le tribunal qui juge en appel les contentieux fiscaux. Devenu veuf, il décide d'éduquer seul ses enfants. Blaise Pascal a deux sœurs, Jacqueline, née en 1625, et Gilberte, née en 1620, mariée en 1642 à Florin Périer, conseiller à la cour des aides de Clairmont, qui lui survivra. Le blason familial est d'azur à l'agneau pascal d'argent, la banderole chargée d'une croix de gueules,,.
En 1631, Étienne Pascal quitte sa maison de Clermont et part avec ses enfants à Paris, alors que Blaise n'a encore que huit ans. Il décide d’éduquer lui-même son fils, qui montre des dispositions mentales et intellectuelles extraordinaires. En effet très tôt, Blaise a une capacité immédiate pour les mathématiques et la science, peut-être inspirée par les conversations fréquentes de son père avec les principaux savants de l’époque : Roberval, Marin Mersenne, Girard Desargues, Claude Mydorge, Pierre Gassendi et Descartes. Malgré son jeune âge, Blaise participe activement aux séances où les membres de l’académie Mersenne soumettent leurs travaux à l'examen de leurs pairs. Le jeune Blaise se trouve donc immédiatement au niveau de la science en train de se faire ; par suite, il n’y aura dans son esprit aucun conflit entre la culture scolaire et les nouvelles façons de penser qu’impliquent la transcription mathématique des lois physiques, le passage d’un cosmos sphérique et limité aux espaces infinis ou indéfinis d’un univers ouvert.
À 11 ans, il compose un court Traité des sons des corps vibrants et aurait démontré la 32e proposition du Ier livre d’Euclide (concernant la somme des angles d'un triangle). Étienne Pascal réagit en interdisant à son fils toute poursuite de ses études en mathématiques jusqu’à 15 ans, afin qu’il puisse étudier le latin et le grec. Sainte-Beuve, dans son Port-Royal, raconte :

« Je n’ai rien à dire des éléments de géométrie, si ce n’est que Pascal, qui les avait lus en manuscrit, les jugea si clairs et si bien ordonnés qu’il jeta au feu, dit-on, un essai d’éléments qu’il avait fait lui-même d’après Euclide et qu’Arnauld avait jugé confus ; c’est même ce qui avait d’abord donné à Arnauld l’idée de composer son essai : en riant, Pascal le défia de faire mieux, et le docteur, à son premier loisir, tint et gagna la gageure. »

À 12 ans, en 1635, il commence à travailler seul sur la géométrie. Le travail de Desargues l'intéresse particulièrement et lui inspire, à 16 ans, un traité sur les sections coniques — Essai sur les coniques —, qu'il soumet à l'académie Mersenne. La majeure partie en est perdue mais un résultat essentiel et original en reste sous le nom de théorème de Pascal. Il en découle toute la géométrie projective des XIXe et XXe siècles indispensable en architecture et en dessin industriel. Le travail de Pascal est si précoce que Descartes, en voyant le manuscrit, croira qu’il est de son père.
Depuis 1635, la France est engagée dans la Guerre de Trente Ans. En 1638, Étienne Pascal, opposé à l’augmentation de la pression fiscale du cardinal de Richelieu, participe à une manifestation au milieu de quatre cents autres rentiers, spoliés comme lui, devant l’hôtel du garde des sceaux, le chancelier Séguier. De peur d’être arrêté, il quitte Paris avec sa famille pour échapper à la Bastille. Jacqueline, sœur de Blaise, est présentée à la reine, Anne d’Autriche, à qui l’on a loué ses talents de poétesse. Elle a ainsi l’occasion, en avril 1639, de jouer dans une représentation théâtrale devant Richelieu et de lui adresser un compliment bien tourné, en faveur de l’amnistie de son père. Étienne Pascal obtient ainsi sa grâce. En 1639, la famille s’installe à Rouen, seconde ville du royaume, où Étienne est nommé « commissaire député par Sa Majesté en la généralité de Rouen sur le fait des tailles et subsistances des gens de guerre » : Étienne Pascal devient ainsi un des plus hauts personnages de cette région, où flambe l’insurrection des Nu-pieds.

À 18 ans (1641),, Blaise commence le développement de la première machine à calculer capable d’effectuer des additions et des soustractions, afin d’aider son père dans son travail,. 

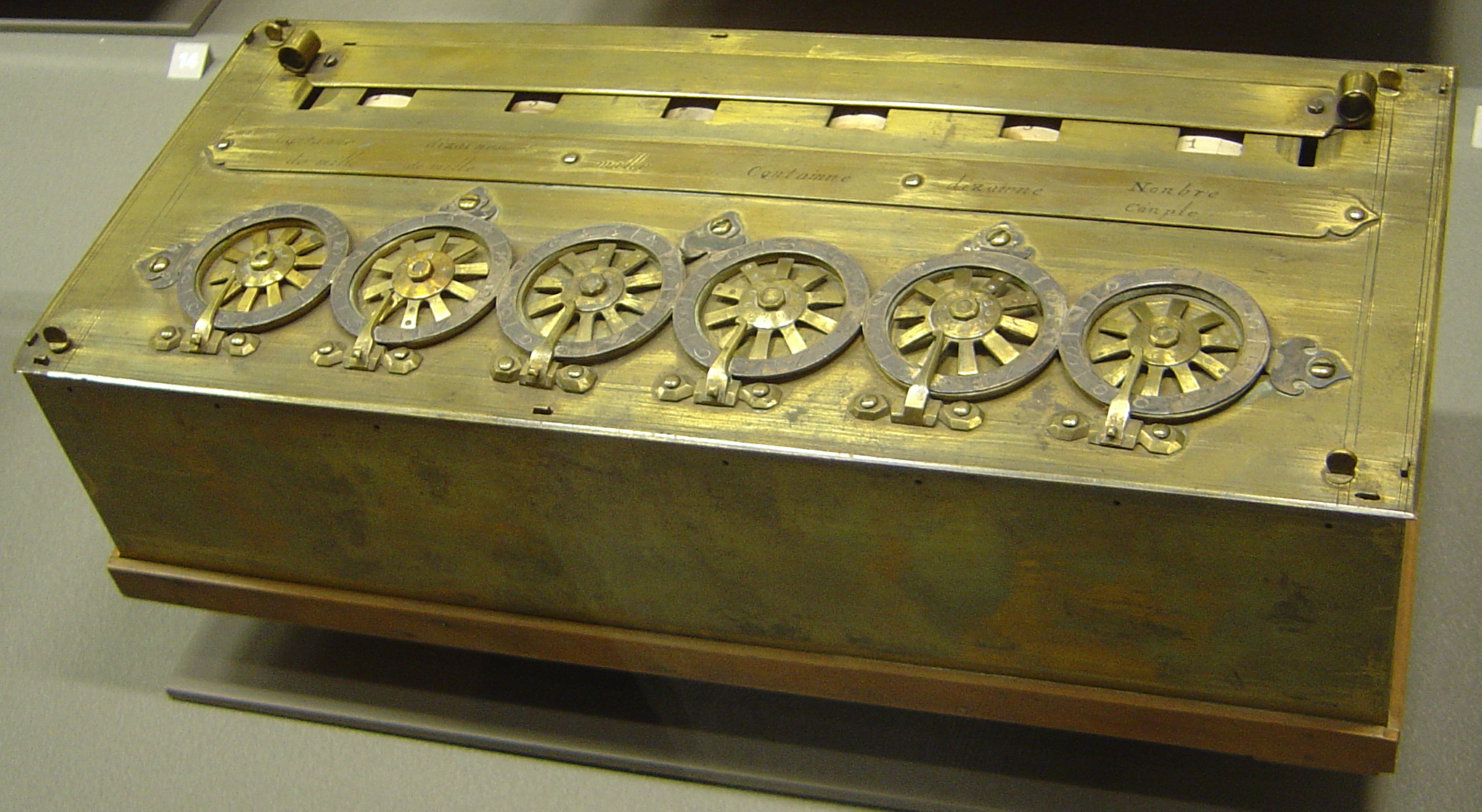
Un exemplaire de la pascaline, calculant sans sous ni deniers, signé par Pascal, 1642. Musée des Arts et métiers.

 Après trois ans de développement et une cinquantaine de prototypes, il présente sa machine à ses contemporains. Il la dénomme machine d’arithmétique, puis roue pascaline et enfin pascaline, et annonce son invention dans une sorte de prospectus publicitaire, le premier connu pour un produit industriel, intitulé : « Avis nécessaire à ceux qui auront la curiosité de voir ladite machine et s’en servir ». Pascal obtient du chancelier Séguier, en mai 1649, le privilège royal pour sa machine. Bien que ce soit le tout début du calcul mécanique, la machine est un échec commercial à cause de son coût élevé (100 livres). Pascal améliore la conception de la machine pendant encore dix années et en construit une vingtaine d’exemplaires. Plusieurs sont conservés, en France, au Musée des arts et métiers à Paris et au muséum Henri-Lecoq à Clermont-Ferrand.
Pascal est également à l’origine de l’invention de la presse hydraulique, s'appuyant sur le principe qui porte son nom. On lui attribue aussi l’invention de la brouette, ou vinaigrette, et du haquet, véhicule hippomobile conçu pour le transport des marchandises en tonneaux. Ces attributions semblent remonter à la première édition complète des écrits de Pascal due à Charles Bossut, qui, dans l’avertissement, mentionne ces inventions d’après le témoignage de M. Le Roi, de l’Académie royale des sciences, lequel tient ses informations de son père, Julien Le Roi.
En 1645, d’après deux textes de Jacqueline et trois de Pascal, celui-ci semble avoir eu une déception amoureuse qui faillit lui être fatale. Il décide de ne pas se marier.

Cornelius Jansen, évêque d’Ypres, auteur de l’Augustinus. (vers 1636-1638).

En 1646, le père de Pascal s’est démis la cuisse en tombant sur la glace, il est soigné par deux médecins jansénistes, les frères Deschamps, qui ont été anoblis sous les noms de La Bouteillerie et Des Landes ; ils sont les disciples de Jean Duvergier de Hauranne, abbé de Saint-Cyran, qui introduisit le jansénisme en France. Blaise parle fréquemment avec eux durant les trois mois du traitement de son père, il leur emprunte des livres d’auteurs jansénistes, enthousiasmé en particulier par le Discours de la réformation de l'homme intérieur écrit par Cornelius Jansen en 1628, dont il ressort si vivement marqué qu'il communique son admiration à ses proches, certains affirmant donc que ce fut là le début de sa « première conversion ». Certes, il est fortement marqué par leur témoignage et communique sa ferveur à ses proches ; Jacqueline, jusqu’alors écartelée entre l’amour de Dieu et le monde où elle brille, veut devenir religieuse. Cependant, ce n’est pas une conversion à proprement parler ; selon le mot de Jacqueline c’est un progrès, d’une religion vécue dans la tiédeur à une religion vécue dans la ferveur. Au témoignage de sa sœur Gilberte, il n’est question ni de jansénisme, ni de Port-Royal : ce n’est pas à la doctrine de l’Augustinus que se convertit la famille Pascal, mais à la spiritualité de l’abbé de Saint-Cyran. Durant cette période, Pascal commence à écrire sur des sujets théologiques. Toute sa famille se met à « goûter Dieu » avec lui.
Dès sa dix-huitième année, Pascal souffre d’une mystérieuse maladie neurologique qui le laisse rarement un jour sans souffrance. En 1647, une attaque de paralysie l’atteint au point qu’il ne peut plus se mouvoir sans béquilles. Il a de violentes migraines, des maux de ventre, ses jambes et ses pieds sont continuellement froids et demandent des soins pour activer la circulation sanguine ; il porte des bas trempés dans de l’eau-de-vie pour se réchauffer les pieds. En partie pour avoir de meilleurs traitements médicaux, il se rend à Paris avec sa sœur Jacqueline. Sa santé s’améliore mais son système nerveux est perturbé de manière permanente. Dorénavant, il est sujet à une profonde hypocondrie, qui a affecté son caractère et sa philosophie. Il est devenu irritable, sujet à des accès de colère fière et impérieuse, et il sourit rarement.[réf. nécessaire]

### La période mondaine (1647-1654)
C’est pour faire diversion aux souffrances de sa maladie que Pascal se met à fréquenter le monde. Depuis 1648, la Fronde parlementaire réclame la suppression des intendants et la fin des tailles, dîmes et gabelles ; les émeutes grondent dans les rues de Paris. Étienne Pascal perd alors son poste et rentre à Paris. Pour réduire ses dépenses, il déménage en janvier 1649 et s’installe avec Blaise et Jacqueline rue de Touraine, avant de trouver refuge chez Gilberte, à Clermont. Durant l’année 1650, Blaise Pascal travaille à ses traités sur le vide et refait l’expérience de Roberval. Attiré par les controverses, il veut prouver l'existence du vide. S’opposant, de façon moderne, aux aristotéliciens, il choque vivement tous ceux qui croyaient que la nature avait « horreur du vide », selon l’antique adage. Les expériences sur le vide, à la suite des travaux de Torricelli, l'occupent pleinement. De 1646 à 1654, il multiplie les expérimentations avec toutes sortes d’instruments. L’une d’entre elles, en 1648, lui permet de confirmer la réalité du vide et de la pression atmosphérique et d’établir la théorie générale de l’équilibre des liquides.
Son père meurt le 24 septembre 1651 et Pascal prend possession de son héritage et de celui de sa sœur Jacqueline. Aidé par ses sœurs, il déménage en décembre pour s’installer rue Beaubourg. Le 4 janvier 1652, en dépit de l’opposition de son frère — qu’elle a soigneusement tenu dans le secret — Jacqueline entre à l’Abbaye de Port-Royal de Paris. Légalement, à partir du moment où elle aura prononcé ses vœux perpétuels, elle perdra ses droits civiques, puisqu’un religieux, sous l’Ancien Régime, est un mort civil. Pascal se coupe de Port-Royal pendant deux ans et neuf mois, sauf quelques entrevues orageuses avec sa sœur. L’entrée de sa sœur au couvent déclenche chez lui une dépression : il souffre de convulsions, de douleurs et d’une paralysie. Les médecins lui conseillent de se marier, de prendre une charge. Pascal s’y oppose, les médecins insistent. Finalement Pascal accepte et fait des démarches dans ce sens. Il aurait pu, marié, garder sa fidélité à Dieu comme les deux infirmiers, comme Gaston de Renty dont il a lu la vie écrite par Saint-Jure, un jésuite, mais il comprend vite que ce n’est pas sa voie. En septembre 1652, il part à Clermont-Ferrand où Florin Périer vient d’acheter le domaine de Bien-Assis avec son beau château. Il y restera huit mois. Bien-Assis jouxte le domaine des carmes déchaussés où Pascal retrouve Blaise Chardon, son cousin et ami d’enfance qui est religieux. Pascal fait une première retraite qu’attestera sa sœur et il lit Jean de la Croix. Il découvre la contemplation et devient mystique. Avant de prononcer ses vœux perpétuels, Jacqueline veut faire don au monastère de sa part d’héritage, mais à Port-Royal, où la règle est l’amour de la pauvreté et la charité, on l’accepte sans dot. En mai, Pascal est à Clermont. Avec Florin Périer, époux de Gilberte, ils refusent, arguant qu’il y a beaucoup de créances à payer avant de répartir la succession. Pascal rentre à Paris pour régler l’affaire : entrevue orageuse à Port-Royal avec mère Angélique et le Père Antoine Singlin ! Finalement le 4 juin 1653, par acte notarié, il accorde généreusement à Jacqueline une rente de 1 500 livres et un capital de 5 000 livres.
Pascal s’éloigne de son premier engagement religieux et il vit pendant quelques années une intense période mondaine particulièrement riche de 1651 à 1653. Depuis la mort de son père, Pascal se trouve à la fois riche et libre. De retour à Paris, il prend une maison somptueusement meublée, avec de nombreux domestiques et se fait conduire dans une voiture tirée par quatre ou six chevaux. Il passe son temps en compagnie de beaux esprits, de femmes et de joueurs, comme son travail sur les probabilités le montre. Il poursuit aussi de ses assiduités une dame de grande beauté, qu’il appelle la « Sapho de la campagne ». À cette époque, il inspire un Discours sur les passions de l'amour (qui ne semble pas être de sa main), et il a, semble-t-il, médité sur le mariage qu’il décrira plus tard comme « la plus basse des conditions de la vie permises à un chrétien ». Il fréquente les salons de l’hôtel de Rambouillet, ceux de Mademoiselle de Scudéry ou de la puissante duchesse de Longueville, cousine du roi, et on le voit aussi à la Cour. Il se lie d’amitié avec le jeune Arthus Gouffier, duc de Roannez, mais aussi avec Damien Mitton, et fait la connaissance du chevalier de Méré. T. S. Eliot décrit Pascal, à cette période de sa vie, comme « un homme mondain parmi les ascètes et comme un ascète parmi les hommes du monde ». Jacqueline lui reproche sa frivolité et prie pour qu’il change de vie.

### Pascal et Port-Royal (1654 - 1662)

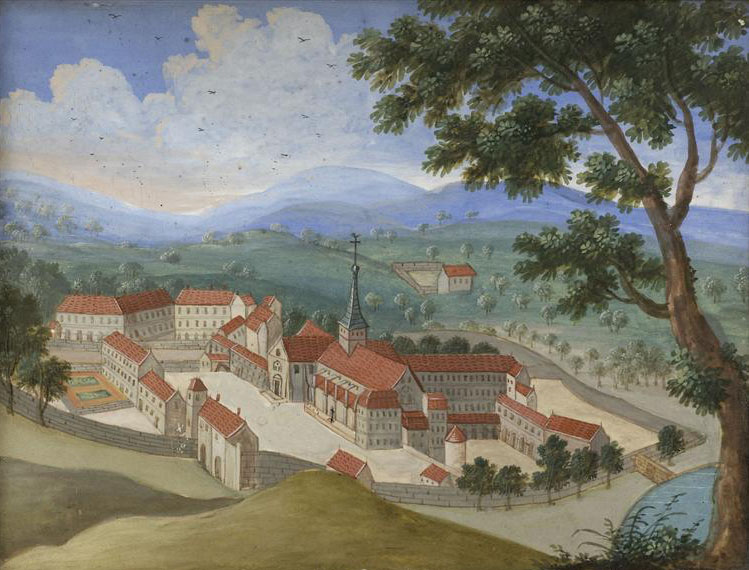
L’abbaye de Port-Royal des Champs. Peinture anonyme.

Le 1er octobre 1654, il emménage rue des Francs-Bourgeois-Saint-Michel pour se rapprocher de Port-Royal. Durant les visites à sa sœur à l’abbaye, il dit éprouver « un grand mépris pour les affaires du monde et un dégoût presque insupportable de toutes les personnes qui en sont »; il ajoute qu’il aurait aimé se rapprocher de Dieu ; chez lui, il prie, souvent toute la nuit, et lit la Bible. On a voulu expliquer cette conversion religieuse par un accident qu’aurait eu Pascal sur le pont de Neuilly : explication spécieuse. Pascal n’avait nullement besoin d’un sentiment de peur pour se tourner vers Dieu dans un regain de ferveur religieuse. Le critique a depuis longtemps écarté cette thèse car le récit, selon Jean Mesnard, a été « rapporté par un anonyme qui prétend le tenir d’Arnoul de Saint-Victor, curé de Chamboursy, qui le tenait du prieur de Barrillon, qui le tenait de Mme Périer."
À Port-Royal, le père Antoine Singlin lui conseille de faire une retraite fermée chez lui : Pascal renvoie ses domestiques et dans cette solitude, durant deux jours, sans sortir, il prie, jeûne et lit la Bible. Il connaît alors une intense extase mystique. 

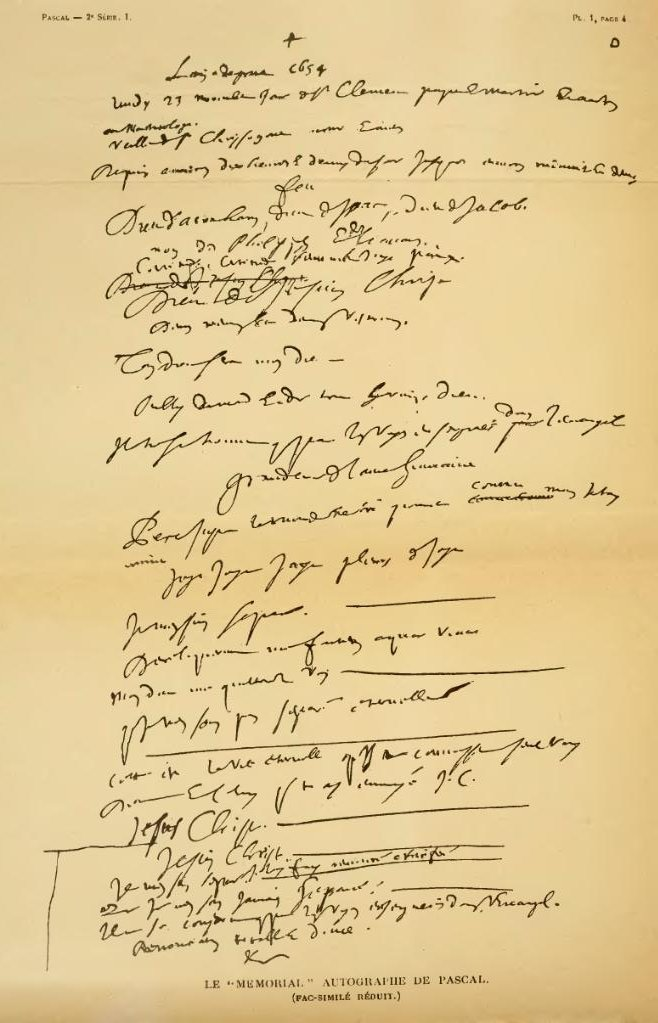
Manuscrit autographe du « Mémorial » de Pascal. Fac-similé dans l’édition complète de ses Œuvres par Léon Brunschvicg.

 Le 23 novembre 1654, Pascal vit sa « nuit de feu »,. Il en consigne immédiatement le souvenir pour lui-même dans une note brève, connue sous le nom de « Mémorial » : « ✝ L’an de grâce 1654. Lundi 23 novembre, jour de saint Clément, pape et martyr […] Depuis environ dix heures et demie du soir jusques environ minuit et demi, feu. Dieu d’Abraham, Dieu d’Isaac, Dieu de Jacob, non des philosophes et des savants. Certitude, certitude. Sentiment. Joie. Paix […] » ; le manuscrit s’achève sur cette décision : « Renonciation totale et douce. Soumission totale à Jésus-Christ et à mon directeur », avec cette citation du Psaume 119, 16 : « Non obliviscar sermones tuos. Amen ». Il coud soigneusement ce document dans son manteau et le transfère toujours quand il change de vêtement ; un serviteur le découvrira par hasard après sa mort.

#### Au service de Port-Royal
Animé de cette foi ardente, Pascal cherche désormais un directeur de conscience. Il a un entretien avec le père Singlin qui lui propose de faire une retraite de quinze jours en janvier 1655. Pascal accepte ; il loge dans une cellule austère du plus ancien des deux couvents de Port-Royal des Champs, participe aux travaux manuels et lit la Bible, l’Augustinus, saint Augustin, mais aussi Épictète, Montaigne et Pierre Charron. On lui affecte comme directeur de conscience Isaac Le Maistre de Sacy. Il rédige alors le Mystère de Jésus, un Abrégé de la vie de Jésus, et une Comparaison des chrétiens des premiers temps avec ceux d’aujourd’hui. Il rentre à Paris le 29 janvier 1655, mais reviendra plusieurs fois, cette année-là, à Port-Royal pour des retraites, mais aussi pour seconder ses amis jansénistes — en particulier le Grand Arnauld, Nicole, Antoine Singlin et Le Maistre de Sacy — dans la querelle qui les oppose à l’Église : dans une rencontre tenue secrète avec Antoine Arnauld en novembre 1655, Pascal propose de publier anonymement un texte montrant que les cinq propositions condamnables et condamnées par le pape, en fait, ne figurent pas dans l’Augustinus. Pour mieux comprendre du point de vue théologique le concept de la grâce, Pascal rédige trois textes philosophiques intitulés Écrits sur la grâce où il démontre de façon rigoureuse la supériorité logique du jansénisme sur le calvinisme. Durant cette période d’intense activité, Pascal tombe dans une piété que sa sœur Jacqueline trouve excessive ; à force de privations et de jeûne, de travail et d’abstinence, il néglige sa personne : « Il est nécessaire que vous soyez, au moins durant quelques mois, aussi propre que vous êtes sale », lui écrit-elle le 1er décembre 1655, ajoutant avec une fine ironie : « Et après cela, il vous sera glorieux, et édifiant aux autres, de vous voir dans l’ordure, s’il est vrai toutefois que ce soit le plus parfait, dont je doute beaucoup, parce que saint Bernard n’était pas de ce sentiment ». Vers le 20 janvier 1656, dans la querelle qui s’envenime à propos de l’Augustinus, Pascal publie  une première Lettre écrite à un provincial par un de ses amis sur le sujet des disputes présentes de la Sorbonne. Au total, dix-huit Lettres, connues sous le nom de Provinciales, sont publiées d’abord anonymement sous forme de libelles, et connaissent un grand succès public.

Quand Pascal revient à Paris le 24 mars 1656, juste après avoir surveillé la publication de sa dernière Lettre, sa foi religieuse est renforcée par un miracle qui a touché sa nièce, Marguerite Périer âgée de dix ans, dans la chapelle du couvent de Port-Royal,. Sa sœur Gilberte Périer raconte le miracle en ces termes : 

« Ce fut en ce temps-là qu’il plut à Dieu de guérir ma fille d’une fistule lacrymale, qui avait fait un si grand progrès dans trois ans et demi que le pus sortait non seulement par l’œil, mais aussi par le nez, par la bouche. Et cette fistule était d’une si mauvaise qualité, que les plus habiles chirurgiens de Paris la jugeaient incurable. Cependant, elle fut guérie en un moment par l’attouchement d’une Sainte-Épine qui est à Port-Royal de Paris ; et ce miracle fut si authentique qu’il a été avoué de tout le monde, ayant été attesté par de très grands chirurgiens et médecins, et ayant été autorisé par un jugement solennel de l’Église. »

À la fin de l’enquête canonique ouverte par le diocèse de Paris, Blaise Pascal écrit à Charlotte de Roannez : « Il me semble que vous prenez assez de part au miracle pour vous mander en particulier que la vérification en est achevée par l’Église, comme vous le verrez par cette sentence de M. le grand vicaire ». Cet épisode connaît un grand retentissement en raison de la notoriété de Pascal et de l’importance de Port-Royal ; il touche également la famille de Roannez par l'intermédiaire de leur parent Gilbert de Choiseul, évêque de Comminges, lié à Charlotte de Roannez par leur arrière-grand-père, Nicolas Hennequin, seigneur du Perrey, qui défend la véracité du miracle. Cette guérison de Marguerite Périer est considérée aujourd’hui encore par le Saint-Siège comme un des miracles reconnus. 

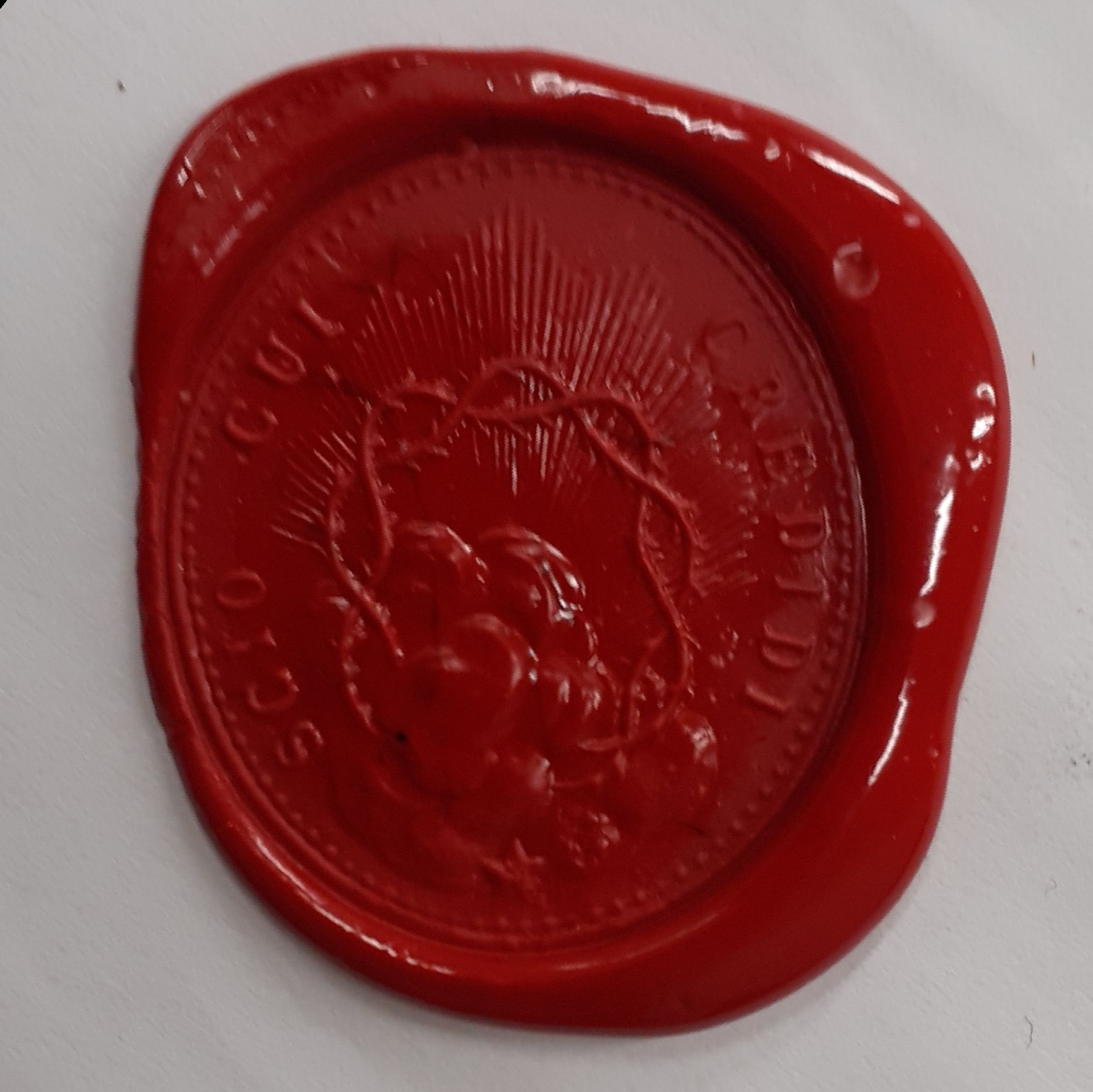
Copie du cachet de Pascal représentant un ciel rayonnant, enfermé dans une couronne d’épines et portant la devise en latin, Scio cui credidi (1656).

 Pascal se fait alors graver un cachet figurant un ciel entouré d’une couronne d’épines, avec l’inscription en latin Scio cui credidi, « Je sais en qui j'ai cru », extraite de la deuxième épître à Timothée (chapitre 1, verset 12). Plus tard, les jansénistes et les catholiques utiliseront pour leur défense ce miracle bien documenté. En 1728, le pape Benoît XIII le cite pour montrer « la continuité des interventions surnaturelles de l’Église. »
Pour éviter que les jésuites ne fassent tomber dans l’oubli les Provinciales, Pascal les publie toutes ensemble en avril 1657 sous le pseudonyme de Louis de Montalte. Dès septembre 1657, les Provinciales sont mises à l’Index, mais c’est maintenant au sein de l’Église catholique que la polémique rebondit. Des prêtres dans plusieurs villes de France haussent le ton en chaire contre le laxisme moral des jésuites et de leur casuistique. Pascal met donc tout son talent, cette fois-ci, au service de l’Église : contre le libelle virulent d’un théologien jésuite, le père Pirot, qui attaque violemment les Provinciales sous le titre Apologie pour les casuistes contre les calomnies des jansénistes, Pascal, Arnauld et Nicole répliquent par une série de textes, les Écrits des curés de Paris, publiés de février à juillet 1658. Selon Marguerite Périer, le « plus bel ouvrage » de Pascal est le Cinquième Écrit des curés de Paris sur l’avantage que les hérétiques prennent contre l’Église, de la morale des casuistes et des jésuites. La victoire est acquise pour Pascal et les jansénistes lorsque, le 19 octobre 1658 la Faculté de théologie de Paris condamne l’Apologie pour les casuistes et que le Saint-Office le met à l’Index en août 1659.

#### En quête du vrai et du bien
En même temps qu’il polémique ainsi contre les jésuites, Pascal déploie une intense activité pédagogique et scientifique : pour les grands élèves des Granges de Port-Royal, il écrit De l’art de persuader où il définit les principes universels d’un art d’écrire avec clarté « sans guinder l’esprit », et Éléments de géométrie, exposé tout à fait moderne sur l’unité mathématique de l’espace et du temps. Pour le jeune Charles-Honoré d'Albert de Luynes, il rédige aussi des leçons de politique : ses Trois discours sur la condition des grands exposent les devoirs d’un puissant, dont la valeur réside dans la capacité à faire la charité, et montrent que les « grandeurs d’établissement » ne doivent pas être remises en cause. Il poursuit aussi ses travaux sur les probabilités, et correspond avec Christian Huygens, Pierre de Carcavi et avec le chanoine Sluse. Il réfléchit également au grand livre sur la condition humaine qu’il projette depuis longtemps, accumulant des notes — environ huit cents fragments — qu’il commence à classer en liasses en cette fin de 1658. Malgré la maladie et les douleurs qui l’assaillent, il accepte, à la demande d’Arnauld et de Nicole, de présenter dans une conférence l’état d’avancement de sa réflexion sur ces Pensées : elle a lieu aux Granges de Port-Royal, devant messieurs les Solitaires, en novembre 1658.
À partir de 1659, les douleurs deviennent intenables, Pascal souffre du ventre, a de violentes migraines et des rages de dents, et n’a plus la force de se déplacer. Il renonce à travailler. Il met simplement la dernière main à la Prière pour demander à Dieu le bon usage des maladies, commencée deux ans plus tôt : « Je Vous demande que Vous disposiez de ma santé et de ma maladie, de ma vie et de ma mort pour Votre gloire, pour mon salut et pour l’utilité de l’Église et de vos saints. » Sa vie prend un caractère ascétique, et il lui arrive de rejeter les ordonnances de ses médecins, incapables de le soulager. Le 25 septembre 1660, la traduction latine des Provinciales, dans son édition expurgée préparée par deux théologiens jansénistes, est condamnée par la faculté de théologie, et le Conseil du Roi ordonne que le livre soit brûlé. Louis XIV, qui veut en finir avec ce qu’il appelle « cet abcès théologique », exige de tous les prêtres et religieuses de France la signature d’un formulaire de soumission à la bulle du pape Alexandre VII, et ordonne le départ des directeurs et le renvoi des pensionnaires de Port-Royal : le mouvement janséniste est ainsi condamné à disparaître. En réponse, Pascal opte pour la résistance dans un de ses derniers textes, Écrit sur le Formulaire, et recommande instamment aux jansénistes de ne pas le signer. Sa sœur Jacqueline, qui a résisté elle aussi tant qu’elle a pu, meurt le 4 octobre 1661, ce qui convainc Pascal de mettre fin à sa polémique à propos du jansénisme[réf. nécessaire].

#### Au service des petites gens
Après avoir, grâce à ses connaissances en hydrostatique, participé à l’assèchement des marais poitevins, à la demande du duc de Roannez, c'est encore avec lui que Pascal inaugure la dernière de ses réalisations : il en assure la publicité par des affiches qui annoncent « l’établissement dans la ville et ses faubourgs de carrosses publics destinés aux petites gens afin de leur procurer les mêmes commodités qu’aux riches ». Le 7 février 1662, le privilège du roi est accordé à la Société d’exploitation de la première ligne de transports en commun, convoyant les passagers dans Paris dans des carrosses à cinq sols munis de plusieurs sièges. Le 18 du même mois, est inaugurée la première ligne qui va du Luxembourg à la rue Saint-Antoine ; Pascal fait ce trajet dans le premier carrosse. C’est un tel succès que la Compagnie ouvre bientôt une cinquième ligne de carrosses. Cette entreprise reflète parfaitement le souci d’action concrète et de charité qui habite le savant.

### Maladie et mort

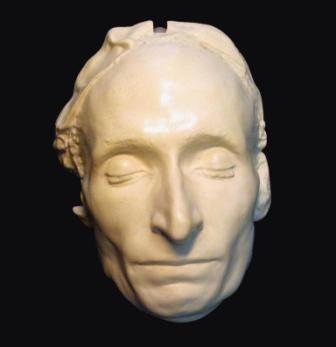
Masque mortuaire de Blaise Pascal, 1662. Bibliothèque de la Société de Port-Royal.

En 1662, la maladie de Pascal s’aggrave, il est en proie à des maux de tête, de violentes coliques et des douleurs intolérables. Il vend tout son mobilier pour en distribuer l’argent aux pauvres ; il leur abandonne même sa maison où il héberge une famille d’ouvriers dont un enfant est atteint de la petite vérole ; il songe à entrer dans un hospice des Incurables, mais ses médecins le déclarent intransportable. Conscient du fait qu'il a peu de chances de survivre, il souffre son mal avec une remarquable patience, disant : « La maladie est l'état naturel du chrétien parce qu’on est par là comme on devrait être toujours, c’est-à-dire dans les souffrances, dans les maux, dans la privation de tous les biens et de tous les plaisirs des sens, exempt de toutes les passions, sans ambition, sans avarice, et dans l’attente continuelle de la mort. » Le 3 août, il dicte son testament. À Paris, dans l’appartement de sa sœur Gilberte, le 17 août 1662, Pascal a des convulsions et reçoit l’extrême-onction. Gilberte l'accompagne jusqu'à la fin. Il meurt le 19 août, au no 8 de la rue Neuve-Saint-Étienne-du-Mont (devenue le 2 rue Rollin). Selon Gilberte, ses dernières paroles sont : « Que Dieu ne m'abandonne jamais ». Cinquante prêtres participent à ses funérailles. Il est enterré dans l'église Saint-Étienne-du-Mont.
L'autopsie pratiquée après sa mort révèle de graves problèmes stomacaux et abdominaux, accompagnés de lésions cérébrales, ce qui peut laisser supposer une nécrose de l’intestin, un infarctus mésentérique et une hémorragie cérébrale. Malgré cette autopsie, la raison exacte de sa maladie n’est pas connue. Des hypothèses ont été émises : tuberculose, cancer de l'estomac ou combinaison des deux. Les maux de tête qui affectaient Pascal sont attribués à la lésion cérébrale (Marguerite Périer, sa nièce, dit dans sa biographie de Pascal que l'autopsie révèle que « le crâne ne comportait aucune trace de suture autre que la lambdoïde… »).
Les professeurs M. Dordain et R. Dailly, de la Faculté de Médecine de Rouen, développent, dans les années 1970, les travaux de MM. Augeix, Chedecal, Crussaire et Nautiacq et établissent un « diagnostic d’insuffisance rénale chronique » avec « suspicion d’une maladie polykystique des reins » et « présence de lésions vasculaires cérébrales en voie de complications (thrombose) ». Pascal aurait donc été atteint « d’une maladie génétique [dont] les expressions cliniques [entrent] dans le cadre des dystrophies angioplasiques congénitales, objet de travaux ces dernières années » (Pr J.-M. Cormier et Dr J.-M. André, 1978 et 1987).

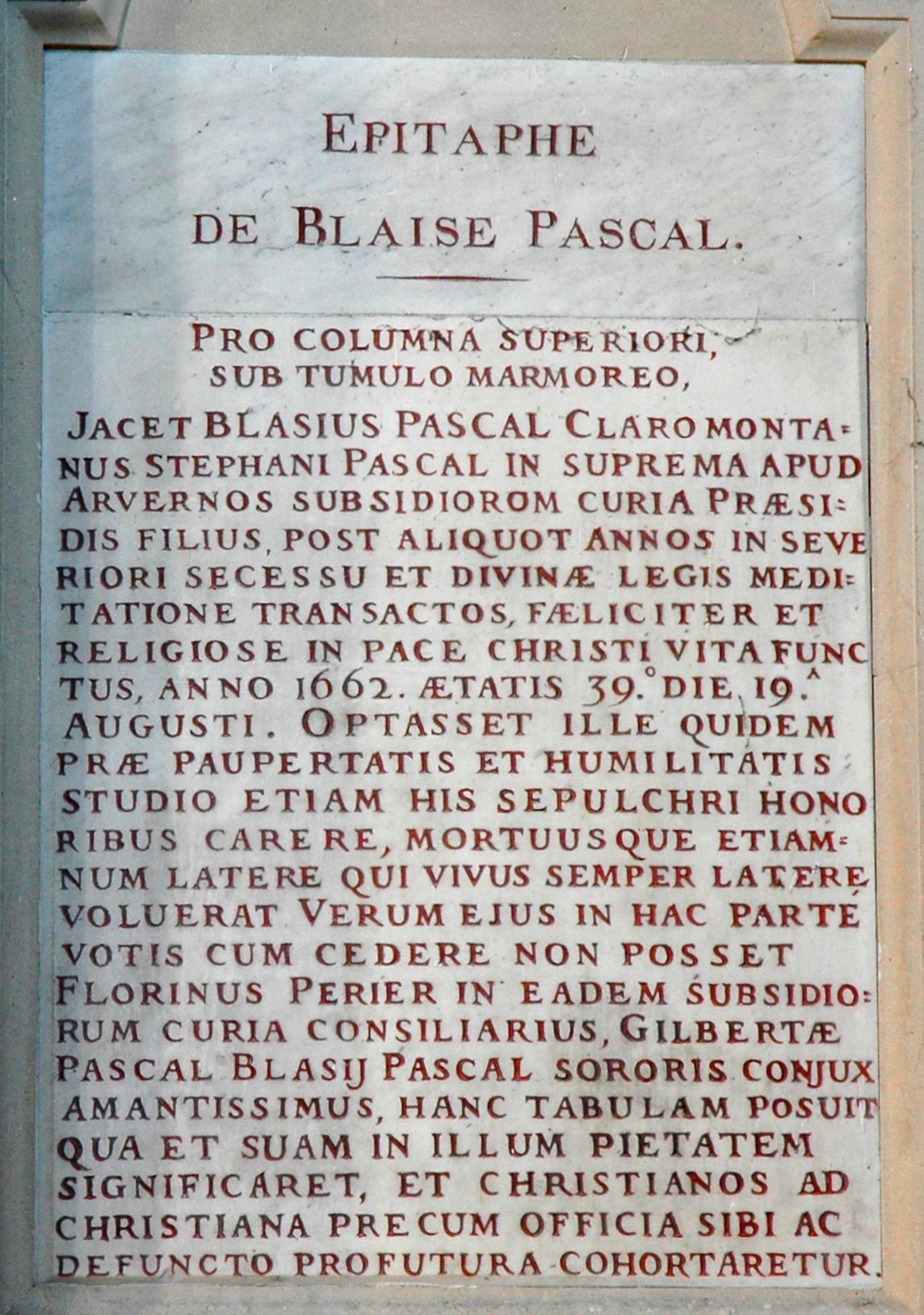
Épitaphe de Pascal dans l'église Saint-Étienne-du-Mont (5e arrondissement de Paris.).

### Publication posthume
Pascal ne put achever, avant de mourir, son travail théologique le plus important : un examen soutenu et logique de la défense de la foi chrétienne, avec pour titre original Apologie de la religion chrétienne.
Après sa mort, de nombreuses feuilles de papier sont trouvées lors du tri de ses effets personnels, sur lesquelles sont notées des pensées isolées, feuilles regroupées en liasses dans un ordre provisoire mais parlant. La première version de ces notes éparses est imprimée en 1670 sous le titre Pensées de M. Pascal sur la religion et sur quelques autres sujets,.
Elles deviennent très vite un classique. Parce que ses amis et les disciples de Port-Royal sont conscients que ces « pensées » fragmentaires peuvent mener au scepticisme plutôt qu’à la piété, ils cachent les pensées sceptiques et modifient une partie du reste, de peur que le roi ou l’église n’en prenne offense alors que la persécution de Port-Royal a cessé, et les rédacteurs ne souhaitent pas une reprise de la polémique. Il faut attendre le XIXe siècle pour que les Pensées soient publiées complètement et avec le texte d’origine, tirées de l'oubli et éditées par le philosophe Victor Cousin.

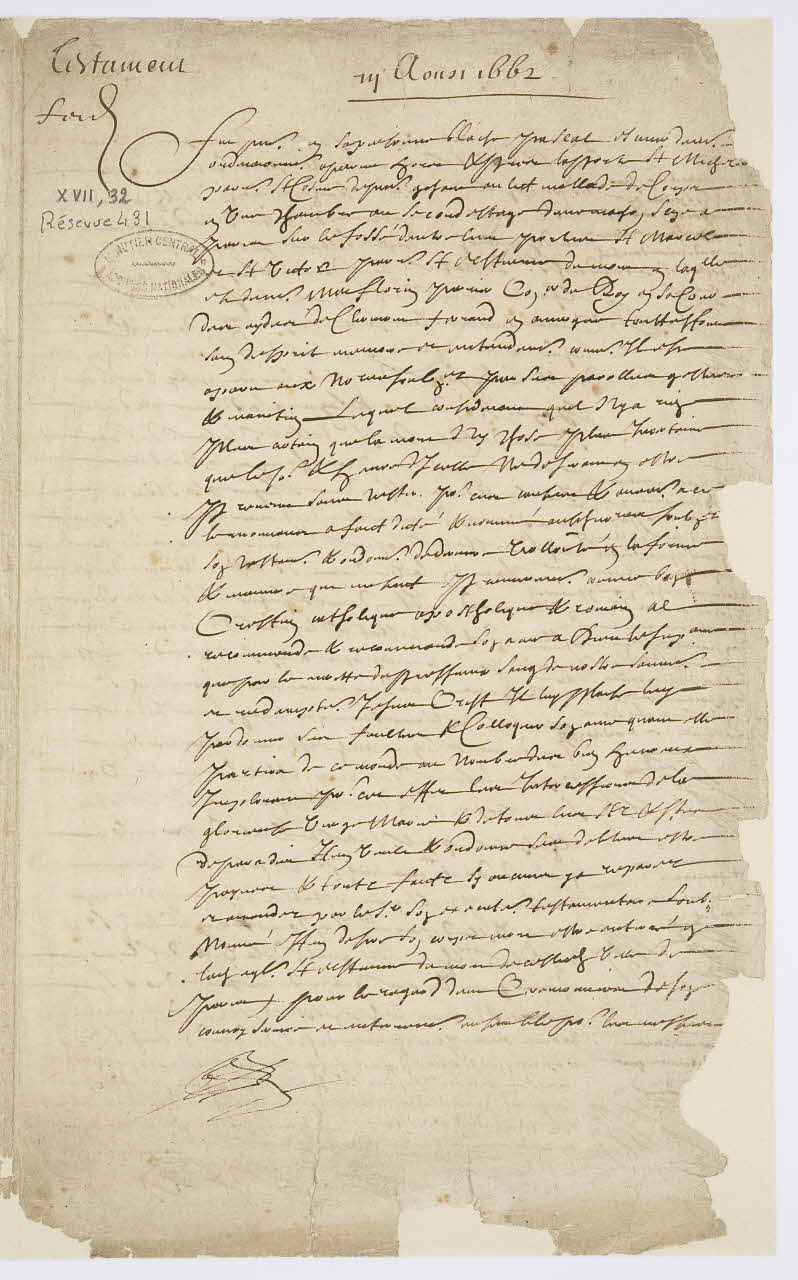
Première page du testament de Blaise Pascal (Archives nationales de France).

## Pascal scientifique

### Contributions aux mathématiques

Résultat central de l’Essai pour les coniques, l’hexagramme mystique (ici marqué abcdef) est une propriété caractéristique des sections coniques.

Dès l'âge de seize ans, Pascal commence à travailler sur ce qui deviendra plus tard la géométrie projective. Il utilise et approfondit les travaux du Brouillon-project d'une atteinte aux evenemens des rencontres du cone avec un plan de Girard Desargues ainsi que ceux d'Apollonios de Perga. Ainsi, en 1640, il fait imprimer son Essai pour les coniques et achève, en 1648, un traité de la Generatio conisectionum (Génération des sections coniques), dont il ne reste que des extraits pris par Leibniz. La grande innovation est le théorème de Pascal qui dit que l’hexagramme formé par six points d’une conique a ses côtés opposés concourants en trois points alignés.
À partir de 1650, Pascal s’intéresse au calcul infinitésimal et, en arithmétique, aux suites de nombres entiers. Les recherches du Traité du triangle arithmétique de 1654 constituent une importante préparation du travail de Leibniz sur le calcul infinitésimal et il y utilise pour la première fois le principe du raisonnement par récurrence, et invente une nouvelle méthode de démonstration, l’induction mathématique. Le formalisme, auquel il recourt assez peu, est plus proche de celui de François Viète et de Francesco Maurolico que de Descartes.

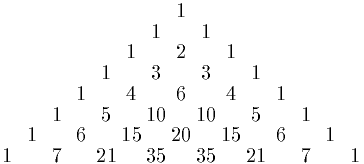
Le triangle de Pascal.
Chaque nombre est obtenu par l’addition des deux nombres inscrits juste au-dessus de lui, à sa gauche et à sa droite. Par exemple, arrêter la partie au bout de 5 coups conduit à donner 1 à celui qui a gagné une fois, et 20 à celui qui a gagné quatre fois.

Dans ce Traité du triangle arithmétique, il donne une présentation commode en tableau des coefficients du binôme, le « triangle arithmétique », maintenant connu sous le nom de « triangle de Pascal ». Yang Hui, mathématicien chinois sous la dynastie Qin, avait travaillé quatre siècles plus tôt sur un concept semblable ainsi qu'Omar Khayyam au XIe siècle.
Pascal utilise ce tableau arithmétique afin de résoudre le « problème des partis » (nous dirions aujourd’hui « du partage »), discuté depuis la fin du XVe siècle. Ce problème, qui lui a été soumis par son ami le chevalier de Méré, concernait le partage équitable des mises d'un jeu de hasard interrompu : deux joueurs décident d’arrêter de jouer avant la fin du jeu et souhaitent partager les enjeux de manière équitable en s’appuyant sur les chances que chacun avait de gagner une fois à ce point. Pascal correspond alors avec Pierre de Fermat, le meilleur mathématicien de l’époque,, d'abord par l'intermédiaire de Carcavi ; alors que Fermat trouve sa solution à partir de l’algèbre et de combinaisons complexes, Pascal met en œuvre le raisonnement par récurrence, idée très simple mais qui deviendra fondamentale en mathématique : elle consiste à trouver le résultat dans le cas le plus élémentaire et, de proche en proche, à déduire un résultat du résultat précédent. Cette confrontation de leurs méthodes qui aboutissent à un même résultat renforce Pascal dans l'idée qu'il a réussi à inventer, selon ses propres mots, une « géométrie du hasard ». Dans le traité De numeris multiplicibus, il expose la méthode permettant de reconnaître la divisibilité des nombres, et au passage, a l’intuition qu’il serait possible de sortir du système décimal qui, dit-il, « repose sur une convention assez malheureuse ».
Le talent de Pascal, nourri de son expérience de géomètre et de juriste, a été de voir se dessiner la possibilité d'une mathématique du hasard, proprement un oxymore à son époque, et d'avoir approché ainsi la question des décisions équitables et justes, fondamentalement d'ordre juridique. Mis au courant de ces travaux au cours d'un voyage à Paris en 1655, Christian Huygens rédige alors le premier traité sur le calcul des chances, De ratiociniis in ludo aleae (« Sur le calcul dans les jeux de hasard », 1657), ou des probabilités, dans lequel il introduit explicitement la notion d'espérance, plus précisément de « valeur de l'espérance » d'une situation d'incertitude.
Ce travail mathématique sera utilisé à des fins théologiques, dans ce qu'on appelle le « pari de Pascal », évoqué dans les Pensées. Celui-ci suggère l'avantage de la croyance en Dieu et de la pratique des vertus. Cet argument repose sur une utilisation de son calcul du problème des partis permettant d'évaluer le poids probable (son « espérance », dira Huygens) d'une situation incertaine et ainsi de prendre une décision « rationnelle ». On ne peut dire avec certitude si Pascal a choisi cette approche pour susciter habilement l'intérêt de nobles sceptiques en religion, mais rompus aux jeux de hasard, ou comme fondement effectif d'une théorie des comportements.
Après l’expérience mystique de 1654, Pascal abandonne presque complètement tout travail de mathématique. Il envisage un temps de publier un Promotus Apolloniis Gallus sur le mode de ce qu'avait réalisé François Viète, mais le manuscrit s'en est égaré.
Ses derniers travaux scientifiques concernent les techniques de quadrature et de rectification, qui culminent avec le cas particulier des cycloïdes que, suivant Mersenne, il appelle « roulettes ». Pour manifester sa priorité, en 1658, il lance un concours pour la résolution de la quadrature du cercle et la rectification de la cycloïde et autres problèmes liés. Des solutions sont proposées par Wallis, Huygens, Wren et d’autres ; Pascal, sous le pseudonyme d'Amos Dettonville — anagramme de Louis de Montalte —, publie alors très vite sa propre solution, Histoire de la roulette (en français et en latin) suivie d'une Suite de l’histoire de la roulette à la fin de l’année. En 1659, sous le même pseudonyme, il envoie à Huygens une Lettre sur la dimension des lignes courbes.

### Philosophie des mathématiques

#### Axiomatique
La contribution majeure de Pascal à la philosophie des mathématiques est De l'Esprit géométrique et de l'Art de persuader, écrit originellement comme une préface d’un manuel Éléments de géométrie pour les Petites écoles de Port-Royal, à la demande d’Arnauld. Ce travail n’est publié qu’un siècle après sa mort. Pascal y examine les possibilités de découvrir la vérité, argumentant que l’idéal pour une semblable méthode serait de se fonder sur les propositions dont la vérité est déjà établie. Toutefois, il affirme que c’était impossible parce que pour établir ces vérités, il faudrait s’appuyer sur d’autres vérités et que les principes premiers ne pourraient être atteints. De ce point de vue, Pascal affirme que la procédure utilisée en géométrie est aussi parfaite que possible, avec certains principes énoncés mais non démontrés et les autres propositions étant développées à partir d’eux. Néanmoins, il n’existe pas de possibilité de savoir si ces principes étaient vrais.
Dans De l’Esprit géométrique et de l’Art de persuader, Pascal étudie plus encore la méthode axiomatique en géométrie, particulièrement comment le peuple peut être convaincu par les axiomes sur lesquels les conclusions sont ensuite fondées. Pascal est d’accord avec Montaigne sur le fait qu’obtenir la certitude à propos de ces axiomes et des conclusions grâce aux méthodes humaines est impossible. Il assure que ces principes ne peuvent être saisis que par l’intuition et que ce fait souligne la nécessité de la soumission à Dieu dans la recherche de la vérité.
Dans le même ouvrage, Pascal fait l’épistémologie des mathématiques. Les mathématiques reposent d’abord sur des principes évidents connus par intuition (Pascal, comme Descartes, ignore ce mot et le remplace par « cœur », « sentiment » ou « instinct »). Il serait vain de vouloir démontrer ces principes évidents en utilisant des affirmations moins évidentes. Mais les mathématiques reposent aussi sur des principes conventionnels, non évidents, non démontrés, et qui une fois admis ont autant de force que les précédents (ce qui ouvre la porte aux géométries non euclidiennes).
Pascal développe enfin, dans De l’Esprit géométrique…, une théorie de la définition. Il distingue les définitions qui sont des termes conventionnels définis par l’auteur et les définitions incluses dans le langage et comprises par tous parce qu’elles désignent naturellement leur référent. Les secondes sont caractéristiques de la philosophie de l’essence (essentialisme). Pascal affirme que seules les définitions du premier type sont importantes pour la science et les mathématiques, considérant que ces domaines devraient adopter la philosophie du formalisme, comme Descartes l’a établie.

#### Pédagogie
Pascal montre dans ses Éléments de géométrie tout son intérêt pour l’enseignement et ses réflexions à propos de la pédagogie des mathématiques ainsi que, dans un autre fragment, connu par l’intermédiaire de Leibniz, sur une méthode de lecture qu’il a discutée avec sa sœur Jacqueline, chargée d’enseigner dans les petites-écoles de Port-Royal. Il a semble-t-il lui-même enseigné, chez lui, à plusieurs enfants « en loques » (d’après Villandry). Dans cette méthode de lecture, qu’il présente comme « une nouvelle manière pour apprendre à lire facilement en toutes sortes de langues », il recommande :

« Cette méthode regarde principalement ceux qui ne savent pas encore lire. […] Chaque lettre ayant son nom, on la prononce seule autrement qu’en l’assemblant avec d’autres. […] Il semble que la voie la plus naturelle […] est que ceux qui montrent à lire, n’apprissent d’abord aux enfants à connaître les lettres, que par le nom de leur prononciation. »

Pascal donne des indications sur l’ordre de présentation des lettres et des divers cas avec ou sans diphtongue, etc.

« Et ensuite on leur apprendrait à prononcer à part, et sans épeler, les syllabes ce, ci, ge, gi, tia, tie, tii… »

### Contributions aux sciences physiques

#### Expérience des liqueurs

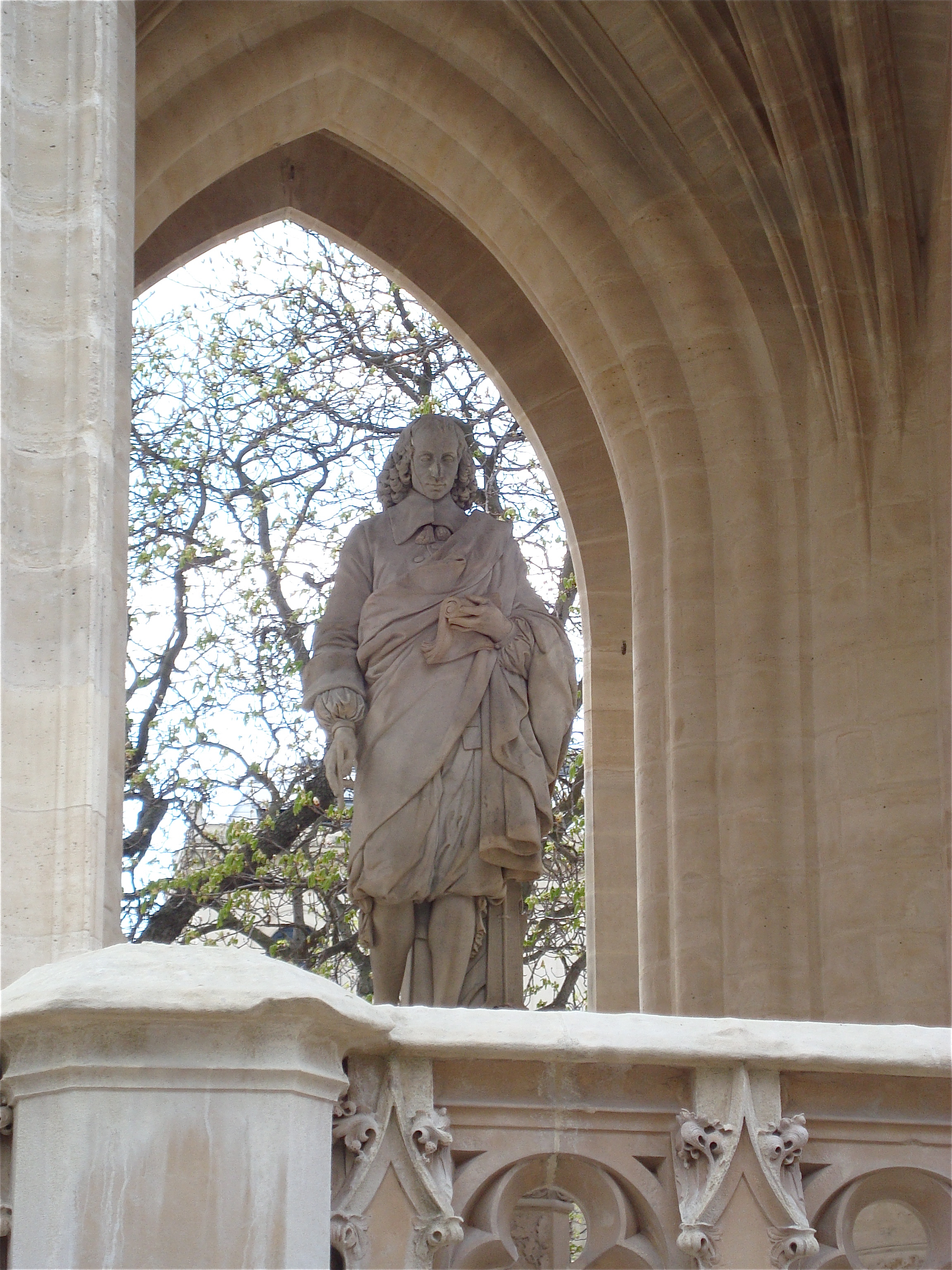
Statue de Pascal sous la Tour Saint-Jacques à Paris où il aurait répété ses expériences du puy de Dôme sur la pression atmosphérique et la pesanteur de l'air.

Blaise Pascal a également réalisé la fameuse expérience des liqueurs (qu’on appellerait aujourd’hui Expérience des liquides), qui prouva qu’il existait une « pression atmosphérique ». À l’époque, où la science était encore très liée à la scolastique et à Église, l’idée était courante selon laquelle « la nature a horreur du vide ». La plupart des scientifiques supposaient que quelque invisible matière remplissait cet espace, mais que ce n’était pas un espace vide. Des inondations ayant eu lieu en Italie et en Hollande avaient conduit à des pompages d’eau pour vider les carrières de minerai des deux pays. Mais les pompes énormes fabriquées pour l’occasion laissaient perplexes les hommes de l’Église : la hauteur de l’eau dans les tubes de pompage s’arrêtait à 10,33 m. Et cela en des lieux très différents. À Clermont, Blaise Pascal est en train d’écrire un traité sur la mécanique des fluides. Il émet donc l’hypothèse qu’une sorte de « pression atmosphérique » empêche l’eau de monter très haut dans les pompes, et que le vide occupe l’espace supérieur des tubes. Cependant, il se heurte fortement à certains esprits de son temps et particulièrement à l'Église, qui fait refaire l’étanchéité des pompes afin de vérifier qu’il ne s’agit pas d’air. Mais leurs travaux leur donnent finalement tort.
Blaise Pascal répète, en octobre 1646 avec son père à Rouen, les expériences de Torricelli sur le vide. Un procès-verbal en est envoyé dès le 26 novembre à leur ami Pierre Chanut, ambassadeur du roi en Suède, pour qu’il le transmette à Descartes, alors à la cour de la reine de Suède. En 1647, Pascal publie ses Expériences nouvelles touchant le vide et une préface pour un Traité du Vide, où il détaille les règles de base décrivant à quel degré les divers liquides peuvent être maintenus par la pression de l’air. Il fournit aussi les raisons pour lesquelles un vide se trouve réellement au-dessus de la colonne de liquide dans le tube barométrique. Il a alors l’idée d’une expérience qu’il va réaliser le 19 septembre 1648 : la pression atmosphérique devrait être supérieure en ville (à Clermont) à celle qui règne en haut de la montagne la plus proche, le Puy de Dôme. Pascal fait donc transporter par son beau-frère, Florin Périer, un tube de Torricelli en haut du Puy-de-Dôme. Des curés, deux magistrats et un médecin suivent l’expérience. Grâce au tube-témoin en ville, et après dix-sept mesures, la présence de vide est démontrée. À Paris, Pascal répète encore l’expérience au pied et au sommet de la tour Saint-Jacques. Les résultats montrent le changement de pression de l’atmosphère selon l’altitude : pour 1000 pieds d’altitude, 1 pied de pression. Il publie le Récit de la grande expérience de l’équilibre des liqueurs.
Ce travail de recherche se termine en 1651 par un Traité du vide (seuls des fragments en sont connus) et sa réduction par Pascal en deux traités, De l’Équilibre des liqueurs et De la Pesanteur de la masse de l’air. C’est en septembre de cette année que son père Étienne meurt.
Face aux critiques qui soutenaient que quelque matière invisible existe dans l’espace vide de Pascal, Pascal répond à Étienne Noël (qu'il appelle « très bon révérend père Noël, Recteur, de la Société de Jésus, de Paris ») par un des principes fondateurs de la méthode scientifique au XVIIe siècle :

« Pour montrer qu’une hypothèse est évidente, il ne suffit pas que tous les phénomènes la suivent ; au lieu de cela, si elle conduit à quelque chose de contraire à un seul des phénomènes, cela suffit pour établir sa fausseté. »

Son insistance sur l’existence du vide le place, aussi, en conflit avec de nombreux scientifiques éminents, y compris René Descartes, peut-être aussi et surtout pour des raisons religieuses.

#### Pascal et l'hydrostatique
Le premier grand principe lié au concept de pression est découvert par Archimède (vers 287-212 avant J.-C.). La première avancée dans ce domaine doit être attribuée au mathématicien, physicien et ingénieur flamand Simon Stevin (1548-1620), qui intitula son opus le plus célèbre La statique ou l'art de peser (1586). Il y démontre l'équilibre des forces sur un plan incliné, en utilisant une méthode graphique très ingénieuse qui permet de démontrer l'équilibre à partir de l'impossibilité du mouvement perpétuel. Cette construction, qui consiste en une chaîne de corps égaux et séparés par des distances égales autour d'un plan incliné, est connue sous le nom d'« épitaphe de Stevinius ». Cependant, le mérite d'avoir précisé le concept de pression revient à Pascal, qui le fait dans les deux traités déjà cités publiés après sa mort De l'équilibre des liqueurs et De la pesanteur de la masse de l'air. Il y énonce clairement l'idée fondamentale de la pression, en expliquant que la force qu'exerce un liquide en équilibre sur toutes les parties du récipient qui le contient, quel que soit son poids, est proportionnelle à la surface où ce liquide s'applique.
La participation de Pascal à l'étude de la pression atmosphérique et l'importance globale de ses recherches expérimentales en hydrostatique conduisent à donner son nom à une unité dérivée du Système international utilisée pour mesurer la pression, ainsi qu'au principe de Pascal. Cette unité, le pascal, de symbole Pa, est équivalente à 1 N m−2 ou 1 J m−3.
Le travail de Pascal dans l’étude des fluides (hydrodynamique et hydrostatique) est centré sur les principes des fluides hydrauliques. Il invente le principe de la presse hydraulique, dénommé à l'époque « principe du vaisseau plein d'eau », utilisant la pression hydraulique pour multiplier la force à l’aide d’un piston, selon le principe de la seringue : « Un vaisseau plein d’eau, clos de toutes parts, a deux ouvertures dans le rapport de 1 à 100, et qu’on mette à chacune un piston bien juste, un homme poussant le petit piston égalera 100 hommes poussant le large et il en surmontera 99. » La presse hydraulique trouvera son application auprès des ingénieurs et jardiniers qui feront jaillir les grandes eaux des fontaines du château de Versailles.

## Philosophie morale et politique
Selon Luc Dariosecq, Pascal est, « de tous les penseurs politiques, celui qui montre le plus fortement comment et pourquoi la vie politique est en même temps et indissolublement futile et sérieuse ». Ne séparant jamais le politique du social, du psychologique et du moral, il offre en effet une analyse globale de prime abord déconcertante, dans son « renversement continuel du pour au contre ». Il est vrai que Pascal dénie, en apparence, toute valeur à la cité humaine, considérée comme « un hôpital de fous [qui] pensent être rois ou empereurs. » Cependant, au-delà de cette vision tragique et stéréotypée, au témoignage de Pierre Nicole, Pascal attachait le plus vif intérêt à l’éducation morale et politique d’un Prince ; c’est à cette pédagogie politique qu’il consacre ses Trois discours sur la condition des grands. On peut élargir cet intérêt à toute l’œuvre de Pascal. Gérard Ferreyrolles y trouve en effet non seulement l’ensemble des « figures cardinales de la cité », mais aussi « la totalité de la problématique politique : l’origine des sociétés et l’hypothèse de leur progrès, la guerre et la paix, les régimes et la liberté, la propriété et la solidarité, les rapports du temporel et du spirituel. » On découvre ainsi que le politique chez Pascal engage une métaphysique : dans l’ordre intellectuel, le politique est le lieu où la misère de l’homme est retournée en grandeur ; et dans l’ordre spirituel, tout se joue en dernière instance sur la libido dominandi, concupiscence politique par excellence. Gérard Ferreyrolles et René Girard affirment même l’actualité et la justesse de la pensée politique pascalienne.

### Politique pervertie des jésuites
Pascal traite indirectement de politique dans les Lettres Provinciales et les Écrits des curés de Paris. La politique des jésuites y est analysée comme l’anti-modèle de toute politique : dressés contre l’ordre établi et même contre l’ordre naturel dans ce qui intéresse à la fois l’Église et l’État, les jésuites ont en effet légitimé dans les maximes de leur casuistique laxiste, avec l’usage de la restriction mentale et de la direction d’intention, tout ce qui contrevient aux lois civiles les plus essentielles à la vie en société, entre autres le prêt à intérêt — interdit par les ordonnances royales —, le duel, l’insoumission, le mensonge, le vol, l’homicide et le régicide.

### Désir de dominer, force et imagination
Dans les Pensées, Pascal peint la genèse de la cité ; la guerre apparaît à l’origine du premier groupe humain, comme on le voit déjà chez saint Augustin avec le meurtre d’Abel par Caïn ou celui de Rémus par Romulus ; tous en effet veulent dominer : « Chaque moi est l’ennemi et voudrait être le tyran de tous les autres. » Ce désir de domination — libido dominandi — crée la rivalité et la haine ; les membres du corps politique sont « pleins de concupiscence », écrit Pascal dans ses Trois discours sur la condition des grands ; dès lors « la concupiscence et la force sont les sources de toutes nos actions » : le pouvoir est désiré par la concupiscence, obtenu par la force et perpétué par l’imagination. Celle-ci prête à la force les apparences du droit ; « maîtresse d’erreur et de fausseté », l’imagination induit en illusion le peuple comme les plus sages, car elle est la « partie dominante dans l’homme ». Quant au désir de dominer, il affecte tout état et toute condition : le roi est « roi de concupiscence », et « être grand seigneur, c’est être maître de plusieurs objets de la concupiscence des hommes. »
Cependant, cette violence originaire a pu bâtir des cités qui ne sont pas entièrement mauvaises puisqu’elles ont subsisté. C’est paradoxalement l’amour-propre, du dominant aussi bien que du dominé, qui assure la durabilité de la société, car on abandonne volontiers sa liberté en échange de sa survie. Ainsi, le régime monarchique repose  sur la force de l’épée, qui a acquis les fiefs au combat, d’où découle la noblesse ; sur elle repose aussi le droit de conquête, principe incontesté en politique extérieure et admis par tous les théologiens. Pascal le reconnaît, comme avant lui  Jean Bodin et Antoine Loysel : « L’épée donne un véritable droit. » Pascal se situe ainsi dans la lignée des défenseurs du droit divin. En établissant un ordre, la force instaure une justice, mais elle demeure tyrannique si elle reste seule ; il faut que « la force et l’imagination soient ensemble pour constituer l’État de droit, mélange de consentement et de contrainte, de libertés et de nécessités. »
 

Cette imagination trompe tout particulièrement le peuple, frappé de respect par les signes extérieurs de la puissance : ne dissociant pas la personne du personnage, le peuple regarde les grands comme étant d’une autre nature que le commun des mortels : il a la folie de croire à la coïncidence du pouvoir politique avec le mérite, et de la force avec la parfaite justice. Pour autant, faut-il en appeler au renversement de cet ordre social fondé sur la concupiscence et la force ? Les demi-habiles — Pascal songe aux membres du Parlement révoltés contre la puissance royale, aux utopistes et libertins superficiels — ne sont qu’à demi éclairés par la raison ; ils croient à un retour à l’origine par la révolution : tragique illusion, qui ne fait que restaurer dans le chaos, la violence fondatrice. Seul le bon politique, « l’habile » qui cherche « la raison des effets », instaure cette distance entre force et justice en maintenant un écart entre sa pensée déclarée et sa « pensée de derrière » : il méprise la force, mais il s’incline devant les grands non par la pensée du peuple mais par une pensée de derrière la tête : 

« On ne veut pas que j’honore un homme vêtu de brocatelle, et suivi de sept ou huit laquais ! Eh quoi ! il me fera donner les étrivières, si je ne le salue. Cet habit, c’est une force. »

— Pascal, Pensées, frg. 89 éd. Lafuma
 Telle est l’essence du politique, lieu du paraître et de la théâtralité : entre la vérité de notre moi intime et l’illusion de notre moi public, nous entassons les habits, les titres et les charges pour plaire et acquérir de la respectabilité.
Le même « renversement du pour au contre » observé à propos de la force, opère aussi pour la concupiscence : le même pouvoir qui satisfait le désir de dominer des grands seigneurs les rend capables de satisfaire les besoins et désirs de ceux qui leur sont inférieurs. La concupiscence engendre ainsi la libre soumission des assujettis et crée un lien de fidélité personnelle par la réciprocité des services. Les inventeurs recherchent la gloire et la richesse à travers leur invention qui profite au bien commun ; l’ambition du soldat est de devenir capitaine, et le bien commun sera d’autant mieux défendu qu’officiers et soldats rechercheront plus ardemment cet avancement et cette gloire. Au sein du corps politique, intérêt individuel et intérêt collectif coïncident dans la mesure où honneur et avantages récompensent les actions utiles à la société, tandis que l’infamie et le châtiment de la loi sanctionnent celles qui lui sont nuisibles. Pascal peut donc dire : « Tous les hommes se haïssent naturellement l’un l’autre. On s’est servi comme on a pu de la concupiscence pour la faire servir au bien public », et : « On a fondé et tiré de la concupiscence des règles admirables de police, de morale et de justice ».

## Les Provinciales

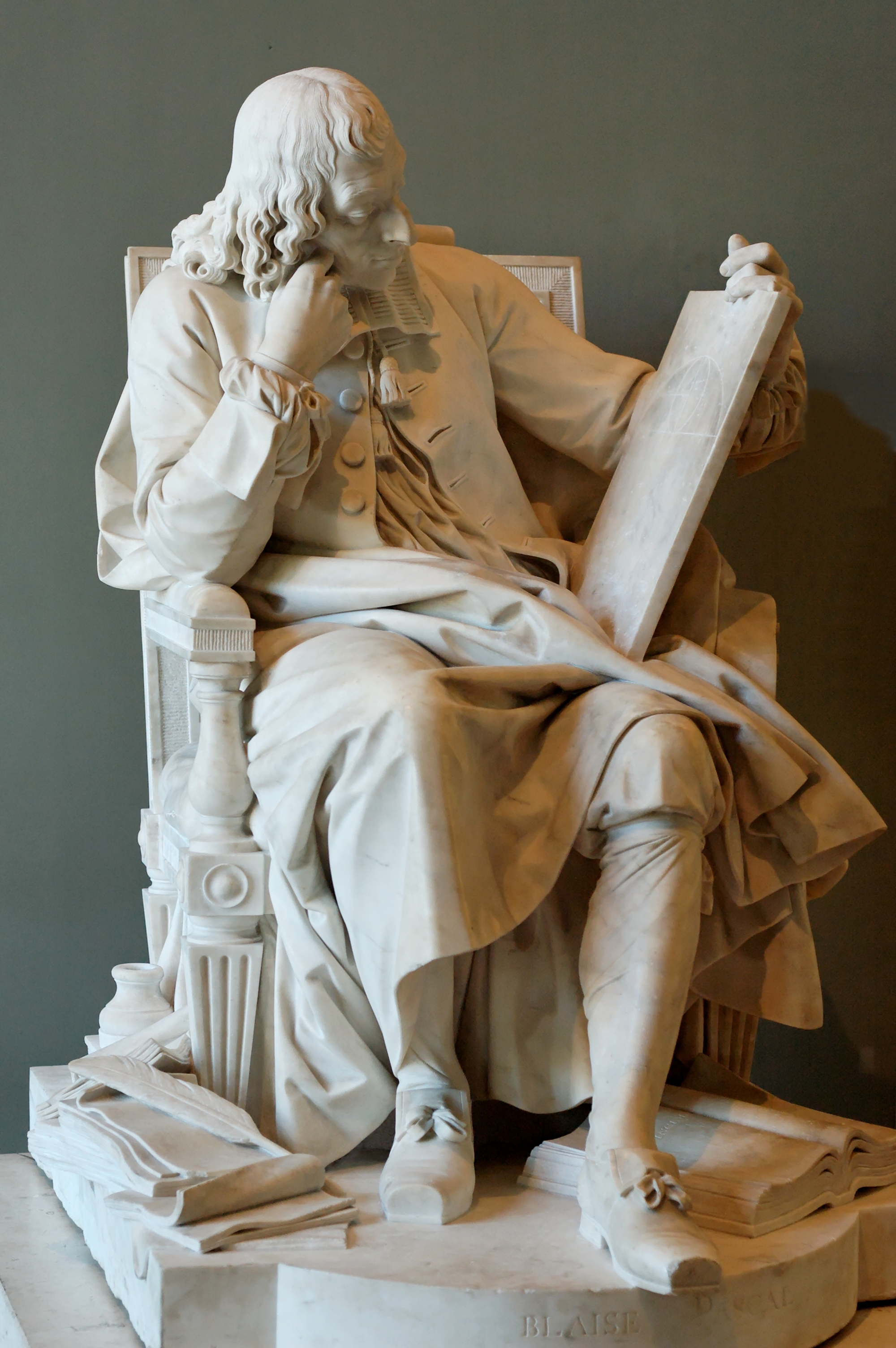
Blaise Pascal. Marbre d’Augustin Pajou (1785), musée du Louvre.

Antoine Arnauld, chef de file des jansénistes depuis la mort de l’abbé de Saint-Cyran, Jean Duvergier de Hauranne, était en désaccord avec la Sorbonne au sujet d’une bulle d’Innocent X (mai 1653). Cherchant à défendre l’un de ses amis, le marquis de Liancourt, il s’attira les foudres de la Sorbonne. Les jansénistes cherchèrent un défenseur en la personne de Pascal.
Pascal accepta, assurant qu’il savait (selon Sainte-Beuve) « comment on pourrait faire ce factum », mais qu’il ne pouvait promettre qu’« une ébauche » que d’autres se chargeraient de « polir ». Pascal commence alors à publier les lettres à partir du 23 janvier 1656 sous le pseudonyme de Louis de Montalte. Il lance une attaque mémorable contre la casuistique, une méthode morale populaire chez les penseurs catholiques, particulièrement les jésuites. Pascal dénonce la casuistique comme l’utilisation d’un raisonnement complexe pour justifier une morale laxiste. Sa méthode pour argumenter est subtile : les Provinciales prétendaient être les Lettres écrites par Louis de Montalte à un provincial de ses amis et aux R.R.P.P. (Révérends Pères) Jésuites sur le sujet de la morale et de la politique de ces pères. Il s’adresse à un ami qui vit en province à propos des discussions sur la morale et la théologie qui excitaient les cercles intellectuels et religieux de la capitale, particulièrement la Sorbonne. Pascal allie la ferveur d’un nouveau converti et l’esprit brillant d’un homme du monde, avec un style de la prose française inconnu jusque là. À côté de leur influence religieuse, Les Provinciales ont été une œuvre littéraire populaire : pour permettre une diffusion publique de ces lettres, Pascal use d’humour, de moquerie et de  satire dans ses arguments, influençant ainsi plus tard des écrivains français comme Voltaire, Jean-Jacques Rousseau, et surtout le Montesquieu des Lettres persanes.
Les premières lettres défendent la position des jansénistes contre leurs adversaires jésuites ou dominicains (thomistes), sur les questions du pouvoir prochain (Lettre I), de la grâce efficace et grâce suffisante (Lettre II), de la possibilité que la grâce puisse manquer à un juste (Lettre III). À partir de la quatrième lettre, Pascal passe à l'offensive. Ses attaques contre la casuistique prennent, selon Jean Lacouture, un ton polémique tel que « Voltaire lui-même n’a jamais peut-être atteint à cette fulgurance » : il nomme personnellement et par écrit un grand nombre de personnalités. Les dernières lettres montrent Pascal davantage sur la défensive — les pressions sur les jansénistes de Port-Royal pour qu’ils renoncent à leur enseignement sont croissantes pendant ce temps — et contiennent des attaques indirectes contre certaines autorités.
La série de dix-huit lettres, publiées entre 1656 et 1657 par Pierre Le Petit, choque Louis XIV, qui commande en 1660 que le livre soit déchiqueté et brûlé. En 1661, l’école de Port-Royal est condamnée à son tour et fermée, ceci aboutissant à la signature d’une bulle pontificale condamnant les positions théologiques sur la grâce des défenseurs de Jansénius comme hérétiques. La dernière lettre critique implicitement une décision du pape lui-même, provoquant Alexandre VII à condamner les lettres le 6 septembre 1657. Mais ceci n’empêche pas la France cultivée de les lire.
Le pape Alexandre VII, alors qu’il s’oppose publiquement à elles, est peut-être convaincu par certains arguments de Pascal. Il ordonne une révision des textes casuistiques juste quelques années après, en 1665 et 1666. Le pape Innocent XI condamne le laxisme dans l’Église en 1679.
Les Provinciales sont largement diffusées dès leur parution, à plus d’une dizaine de milliers d’exemplaires.
Voltaire les juge « le meilleur livre qui ait jamais paru en France », et quand on demande à Jacques-Bénigne Bossuet quel livre il aurait aimé écrire, il mentionne cet ouvrage. Jean Lacouture dans son étude intitulée Jésuites, cite aussi les appréciations d’Henri Gouhier et de François Mauriac. Au sujet de l’impact qu’ont Les Provinciales dans leur contexte historique, Jean Lacouture cite l’historien Marc Fumaroli.

## Pensées
Dans ses Pensées (1669), Pascal introduit la notion d'ordre comme « un ensemble homogène et autonome, régi par des lois, se rangeant à un certain modèle, d'où dérive son indépendance par rapport à un ou plusieurs autres ordres ». Les trois ordres identifiés par Pascal sont l'ordre du corps (représenté par Alexandre le conquérant), l'ordre de l'esprit ou de la raison (représenté par Archimède le géomètre), et l'ordre du cœur ou de la charité (représenté par Jésus-Christ, le Saint de Dieu). Dans les Pensées, Pascal présente plusieurs paradoxes philosophiques : infini et néant, foi et raison, âme et matière, mort et vie, sens et vanité — apparemment n’arrivant à aucune conclusion définitive sans l’appui de l’humilité et de la grâce. En les rassemblant, il développe le pari de Pascal,.
Les Pensées de Pascal sont largement considérées comme l'une des pièces maîtresses qui marque une étape de la littérature française. En présentant ses observations sur un chapitre, Sainte-Beuve considérait ces pages comme les plus fines de la langue française. Will Durant, dans son onzième volume de l’Histoire des civilisations, le juge comme « le livre le plus éloquent en français ».

## Le christianisme de Pascal
Écrivain de combat, attaquant le libertin pour l’amener à se convertir, ou défendant la vérité chrétienne contre les déformations que lui font subir molinistes et casuistes, Pascal mène une lutte pour maintenir ou défendre la vraie foi : par sa nature même, cette lutte engage une certaine conception du christianisme. À l’origine de ce qu’on a appelé sa première conversion religieuse, en 1646, la lecture du théologien flamand Jansénius a joué un rôle important. Mais on n’emploiera pas le terme de « jansénisme » pour définir le courant religieux dans lequel s’insère Pascal, ce terme pouvant laisser croire à une doctrine nouvelle et hérétique comme l’a bien montré Jean Mesnard. On parlera plutôt de catholicisme augustinien. Car sa religion suit bien la doctrine de l’Église romaine mais reconnaît aussi l’autorité de saint Augustin dont Pascal adopte la position, enfin bien comprise, sur la grâce.
Les enfants Pascal ont reçu une éducation chrétienne de la part de leur père et de leur gouvernante Louise Delfaut. En témoignent les poèmes de Jacqueline. Leur père, Étienne Pascal, reçoit les plus grands esprits de son époque, dont certains se vantent d’être libertins et d’avoir secoué le joug de la religion. Il les écoute et les réfute avec une telle force de conviction que Blaise en est frappé et rêve de devenir un jour non seulement mathématicien, mais défenseur de la religion.

### Un christianisme militant
Toute conversion révèle dans une certaine mesure la personnalité du converti. Là où Jacqueline vit sa foi religieuse comme un irrésistible appel à quitter le monde, Blaise vit la sienne comme l’entrée sur la scène du monde pour s’engager au service de la vraie religion. En ce sens les préoccupations de Pascal en matière religieuse relèvent moins de la spéculation que de l’action.
Ce zèle militant s’exprime sous trois formes, d’abord dans la direction de conscience : Pascal veut « communiquer sa foi, aider les autres à vivre selon leur foi, donner les conseils conformes aux exigences de la foi ». Cette direction de conscience se manifeste dans sa correspondance, et s’exprime dans des écrits spirituels comme Le Mystère de Jésus, Sur la conversion du pécheur, Prière pour demander à Dieu le bon usage des maladies.
Pascal est aussi animé par une volonté irréductible de défendre la vérité historique des textes ; elle se traduit chez lui par la polémique, et il n’hésite pas dans sa jeunesse à recourir au procès. Ainsi, de février à avril 1647, il dénonce Jacques Forton, en religion frère Saint-Ange, docteur en théologie, qui prétend réconcilier la raison et la foi : entre autres éléments (il prétendait notamment expliquer rationnellement la trinité), il se faisait fort de trouver la chronologie réelle de la Bible en s’appuyant sur les données historiques chinoises sans prendre en compte les données traditionnelles de la Genèse. Au cours du procès, ce moine dut se rétracter. Cet épisode montre à quel point Pascal tenait à maintenir dans le christianisme une transcendance supérieure au rationnel, et à faire dépendre la vérité religieuse de l’autorité des textes révélés, même s'il différait de la plupart de ses contemporains en contestant à l’Église le pouvoir de déterminer des vérités scientifiques. Plus tard, participant à la polémique janséniste, il s’est attaché à un exposé clair et précis de la doctrine de saint Augustin sur la grâce, ce qu’il fait dans ses Écrits sur la grâce.
Enfin, son projet est de faire connaître et aimer la religion chrétienne en convertissant ceux qui lui sont hostiles ou indifférents — juifs, athées et mauvais chrétiens ; il évite de faire appel, comme nombre d'apologistes, à des preuves rationnelles, qui ne sont pas à même de convertir selon lui, même quand on en accepte la validité. C’est le projet de l’Apologie de la religion chrétienne (dont le brouillon formera les Pensées), qui s’adresse particulièrement aux libertins. Il s'agit dans un premier temps de convaincre que la religion chrétienne peut être aimée, elle seule satisfaisant vraiment le cœur humain, puis dans un second temps de montrer qu'il s'agit de la vraie religion, les autres étant imparfaites. 
Dans les Pensées, le libertin est à la fois à contester et à convertir ; il est notamment interpellé sous un nom : Miton[réf. nécessaire]. L’attitude polémique de Pascal à l’égard du libertin oscille « entre dispute et injure, logos et pathos » ; à l’égard des libertins qui font vanité de leur doute ou de leur matérialisme, la vivacité polémique culmine dans l’invective : leur attitude est « folie, aveuglement, extravagance, stupidité »[réf. nécessaire]. Pascal se garde bien, cependant, de les invectiver directement, car il sait qu’il ne faut pas employer des moyens qui compromettraient la conversion[pas clair].

### Un christianisme augustinien
Étienne Pascal a laissé à son fils cette maxime décisive : « Tout ce qui est l’objet de la foi ne le saurait être de la raison. » C’est là une des données fondamentales du christianisme de Blaise Pascal : pour lui, la raison humaine, impuissante par nature, ne peut s’imposer à l’autorité de la tradition des Saintes Écritures ; selon ses propres mots, il n’éprouve qu’« horreur pour la malice » de ceux qui « emploient le raisonnement seul dans la théologie au lieu de l’autorité de l’Écriture et des Pères » ; sur ce point il suit de très près Jansénius.

Sur le plan théologique, comme sur le plan polémique, Pascal doit beaucoup à saint Augustin, sans pour autant s’interdire parfois de se séparer de lui, comme l’a bien montré Philippe Sellier. L’essence du christianisme repose sur les deux dogmes fondamentaux de la Chute et de la Rédemption. Mais en leur accordant dans la foi un rôle presque exclusif, Pascal donne à son christianisme une couleur particulière, celle de l’augustinisme : « Toute la foi consiste en Jésus-Christ et en Adam, et toute la morale en la concupiscence et en la grâce. » Selon l’enseignement de saint Augustin, l’homme corrompu par le péché d’Adam voit son être entier infecté par la concupiscence, c’est-à-dire un attrait irrésistible vers le mal. Mais la Chute n’est pas irrémédiable : 

« Et néanmoins il plaît à Dieu de choisir, élire et discerner de cette masse également corrompue un nombre d’hommes […]. Pour sauver ses élus, Dieu a envoyé Jésus-Christ pour satisfaire à sa justice et pour mériter de sa miséricorde la grâce de Rédemption. […] De sorte que ceux à qui il plaît à Dieu de donner cette grâce se portent d’eux-mêmes par leur libre arbitre à préférer infailliblement Dieu à la créature. »

— Écrits sur la grâce, p. 318.
La doctrine augustinienne ainsi interprétée par Pascal évite à la fois les deux erreurs contraires, celle des molinistes jésuites et celle des calvinistes,.
C’est également sur le plan de la polémique contre les hérétiques que se manifeste l’augustinisme de Pascal. S’appuyant sur le traité Contre la lettre de Parménien de saint Augustin, il affirme qu’il convient de reprendre ceux qui errent (ad corrigendum), et de se séparer de cœur d’avec eux, mais non de les quitter de corps (ad eradicandum) : la controverse est nécessaire pour « séparer son cœur des méchantes doctrines », mais la polémique chrétienne de Pascal s’arrête aux frontières du schisme et de la persécution. Elle se donne pour règle d’avoir « dans le cœur le désir du salut de ceux contre qui on parle ».

### Jésus-Christ, «centre où tout tend»

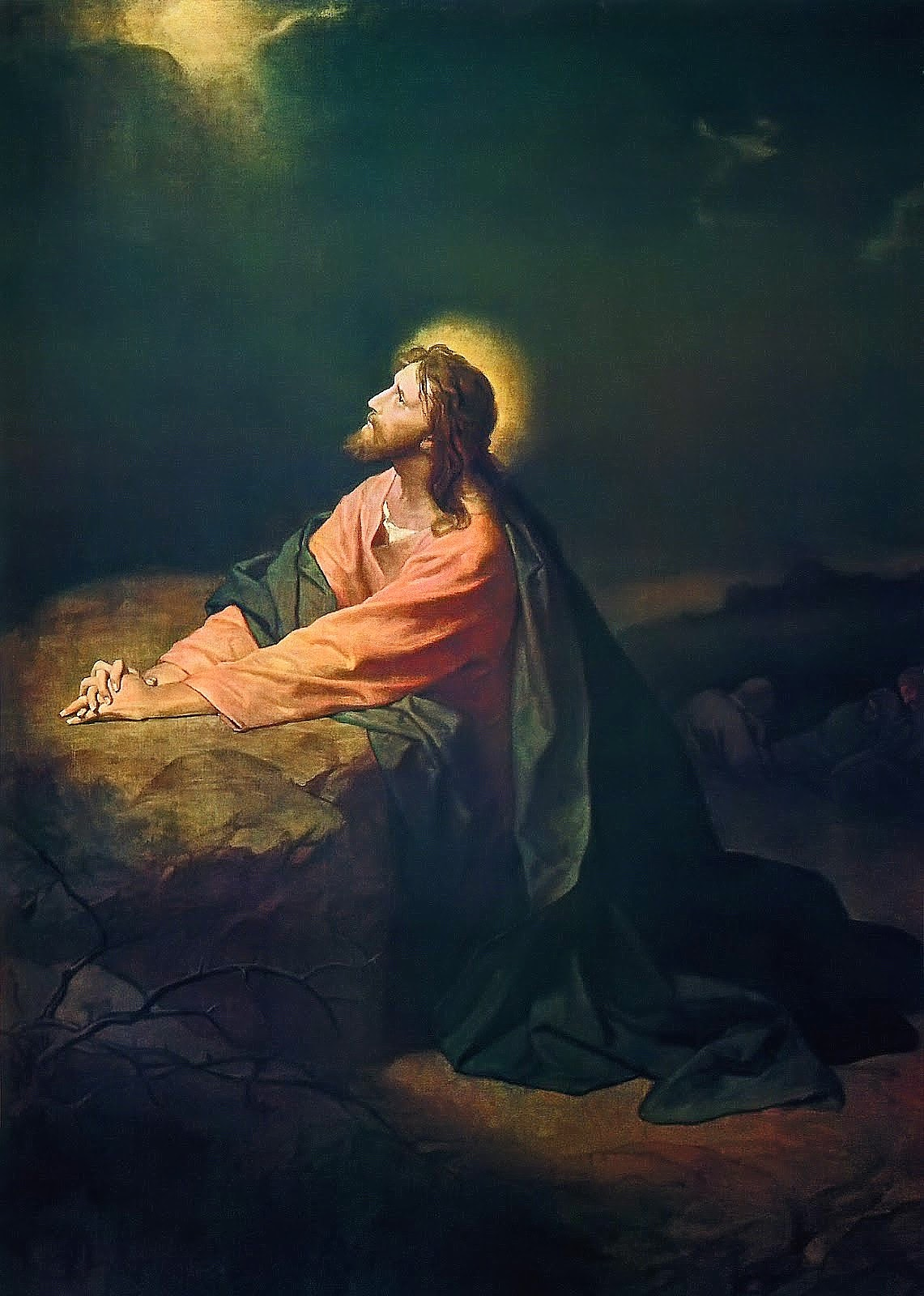
Le Christ à Gethsémani. Heinrich Hofmann, 1886.

Le XVIIe siècle a exploré avec ferveur la richesse spirituelle de l’épisode de l’agonie de Jésus-Christ au Jardin des Oliviers : le cardinal Pierre de Bérulle, fondateur de la Société de l'Oratoire, y voit un « mystère » — au sens non point d’énigme mais de « fenêtre ouverte sur l’infini, où la raison a la sagesse de se reconnaître dépassée » — ; son successeur, Charles de Condren, est connu à Port-Royal par ses conférences et directions spirituelles ; il est l’un des maîtres spirituels de Pascal et l’a marqué d’une influence profonde. Comme lui, Pascal fait de l’agonie à Gethsémani le sommet des souffrances de Jésus. En 1650, le dominicain Louis Chardon consacre à Gethsémani près de 130 Méditations sur la Passion de Notre Seigneur Jésus-Christ. Pascal a lu les œuvres de ces hommes d’Église, représentants de l’École française de spiritualité. Il est nourri également des œuvres, chères à Port-Royal, de Jansénius, d’Antoine Arnauld, du père chartreux Jean Lansperge ; il connaît bien le Chant du serviteur souffrant du prophète Isaïe : ce sont ces œuvres qui donnent à ses textes sur le Christ leur coloration à la fois oratorienne et janséniste.

Deux circonstances majeures dans la vie de Pascal l’ont conduit à approfondir et compléter sa conception du Mystère de Jésus-Christ, tout d’abord la mort de son père, le 24 septembre 1651 : elle est l’occasion d’une lettre de consolation aux Périer qui contient déjà tous les grands thèmes pascaliens sur le péché, l’amour-propre et la mort ; l’épisode du jardin des Oliviers y est évoqué pour souligner la nécessité pour le Christ de passer par les souffrances pour entrer dans sa gloire, dans l’apprentissage de l’obéissance à en mourir ; après l’expérience mystique de la nuit de feu du 23 novembre 1654, Pascal compose en 1655 un Abrégé de la vie de Jésus-Christ où l’épisode de Gethsémani prend la forme d’une méditation dramatisée par la valeur poétique des silences ; dans les Pensées, le fameux fragment 749 intitulé Le Mystère de Jésus est une contemplation fervente, en forme de poème, de Jésus — qui n’est pas une seule fois appelé le Christ — à Gethsémani. Un ardent christocentrisme s’y déploie. C’est dans cette agonie, plus encore qu’à la Croix, que Pascal se sent aimé, car dans la solitude de cette nuit, abandonné de tous, Jésus s’immerge volontairement dans le péché du monde ; les conséquences de ce péché sont un total éloignement de Dieu, une mortelle solitude qui soumet Jésus à une effroyable douleur : 

« “Je pensais à toi dans mon agonie, j’ai versé telles gouttes de sang pour toi.” […] Il souffre cette peine et cet abandon dans l’horreur de la nuit.[…] Jésus sera en agonie jusqu’à la fin du monde : il ne faut pas dormir pendant ce temps-là. […] Jésus étant dans l’agonie et dans les plus grandes peines, prions plus longtemps. »

 Dans le Mystère de Jésus comme dans l’Abrégé, Pascal affirme que Jésus « se trouva dans la destitution de toute consolation et divine et humaine ». Cette absence totale de Dieu rend compte de la profondeur de sa souffrance : « Il se plaint comme s’il n’eût plus pu contenir sa douleur excessive : “ Mon âme est triste jusqu’à la mort.” » Plainte inouïe, la seule que Jésus ait proférée dans la totalité des Évangiles, et qui s’accompagne chez Pascal du leitmotiv, neuf fois répété, de la recherche d’une consolation humaine, jusqu’à cet étonnant verset : « Jésus a prié les hommes, et n’en a pas été exaucé ». L’insistance mise sur cette absolue déréliction dans « l’horreur de la nuit » peint cet univers du péché comme image de l’enfer. Elle traduit la vision sombre que Pascal et Port-Royal se sont fait de l’Incarnation où ils ont vu l’avilissement du Verbe, à l’inverse de la théologie des Pères grecs, comme Grégoire Palamas, qui insistent sur la divinisation de l’humanité pécheresse du seul fait de l’Incarnation. Là où les Grecs exaltent le Christ pantocrator sur les coupoles des églises byzantines en privilégiant la Transfiguration, Pascal privilégie Gethsémani, et une christologie du jeudi saint.
La seconde circonstance décisive dans la vie de Pascal est l’aggravation de ses maladies à partir de 1659 : elle l’incite à composer la Prière pour demander à Dieu le bon usage des maladies. Le douzième paragraphe de cette prière s’ouvre sur l’agonie actuelle de Jésus ; car c’est bien aujourd’hui, et « jusqu’à la fin du monde », que se produit cette agonie ; Pascal juge en effet honteuse l’indifférence présente des chrétiens qui, « tandis que vous suez le sang pour l’expiation de nos offenses, viv[ent] dans les délices. » Au paragraphe 13 de sa prière, il demande donc à Dieu de partager sa mortelle tristesse : « Mettez en moi une tristesse conforme à la vôtre », en écho à ce que dit saint Paul dans son Épître aux Colossiens : « Je me réjouis maintenant dans mes souffrances pour vous ; et ce qui manque aux souffrances du Christ, je l’achève en ma chair. »
Reprenant les catégories d’« expiation, satisfaction, mérite » propres à la doctrine classique de son temps depuis saint Anselme et Thomas d'Aquin, Pascal s’inscrit ici dans une théologie de la Rédemption datée et aujourd’hui controversée. Elle donne au Christ la figure d’un substitut de l’humanité et, selon Philippe Sellier, risque de projeter sur Dieu une idée toute humaine de la justice, avec des images empruntées au commerce ou à la loi du talion.

### Le Dieu caché
La théologie de la grâce a inspiré à Augustin comme à Pascal la conception du « Dieu [qui] se cache en laissant l’homme à son aveuglement. » Dans une importante lettre à Charlotte de Roannez en date du 26 octobre 1656, Pascal développe une ample méditation sur ce thème du Dieu caché, Deus absconditus, selon la prophétie d’Isaïe. Cette méditation sur les voiles derrière lesquels Dieu se cache revient avec insistance dans les Pensées ; elle révèle la pleine appartenance de Pascal à Port-Royal des Champs — devenu en 1647 Port-Royal du Saint-Sacrement — où l’on chantait l’hymne Adoro te devote, latens Deitas. Dans la lettre à Charlotte de Roannez, Pascal en fait un principe d’explication universel pour tout le réel. Dieu, dit-il, « est demeuré caché sous le voile de la nature », où il a été cependant pressenti dès l’Antiquité par les platoniciens, « qui, comme dit saint Paul, ont reconnu un dieu invisible par la nature visible » ; « Il s’est encore plus caché en se couvrant de l’humanité », et se cache encore « dans le plus étrange et le plus obscur secret de tous, qui sont les espèces de l’Eucharistie. C’est ce sacrement que saint Jean appelle dans l’Apocalypse une manne cachée. […] De le reconnaître sous des espèces de pain, c’est le propre des seuls catholiques. […] Enfin le secret de l’esprit de Dieu caché [se trouve] encore dans l’Écriture. Car il y a deux sens parfaits, le littéral et le mystique. » Il est donc vain de chercher un chemin métaphysique vers Dieu : les tentatives pour accéder à Dieu, celles des viæ de saint Thomas ou les preuves de Descartes, s’écroulent ; vaine aussi la conviction de saint Augustin selon laquelle croire ferait comprendre. Seul le Christ eucharistique est le chemin qui mène à Dieu, Via, Veritas, et tout le cheminement de Pascal se fonde sur le Credo quidquid dixit Dei filius,.

## Postérité

### Hommages
En l’honneur de ses contributions scientifiques, le nom de pascal est donné à l’unité de pression dans le Système international, et en hydrostatique au principe de Pascal. En mathématiques et en philosophie, comme mentionné ci-dessus, le triangle de Pascal et le pari de Pascal portent également son nom.

Le développement de la théorie des probabilités est la contribution de Pascal la plus importante en mathématiques. À l’origine appliquée au jeu, elle est aujourd’hui utilisée dans les sciences économiques, particulièrement en science actuarielle. John Ross écrit[réf. souhaitée] : 

« La théorie des probabilités et les découvertes qui la suivent ont changé la manière dont nous considérons l’incertitude, le risque, la prise de décision, et la capacité d’un individu ou de la société d’influencer le cours d’événements futurs. »

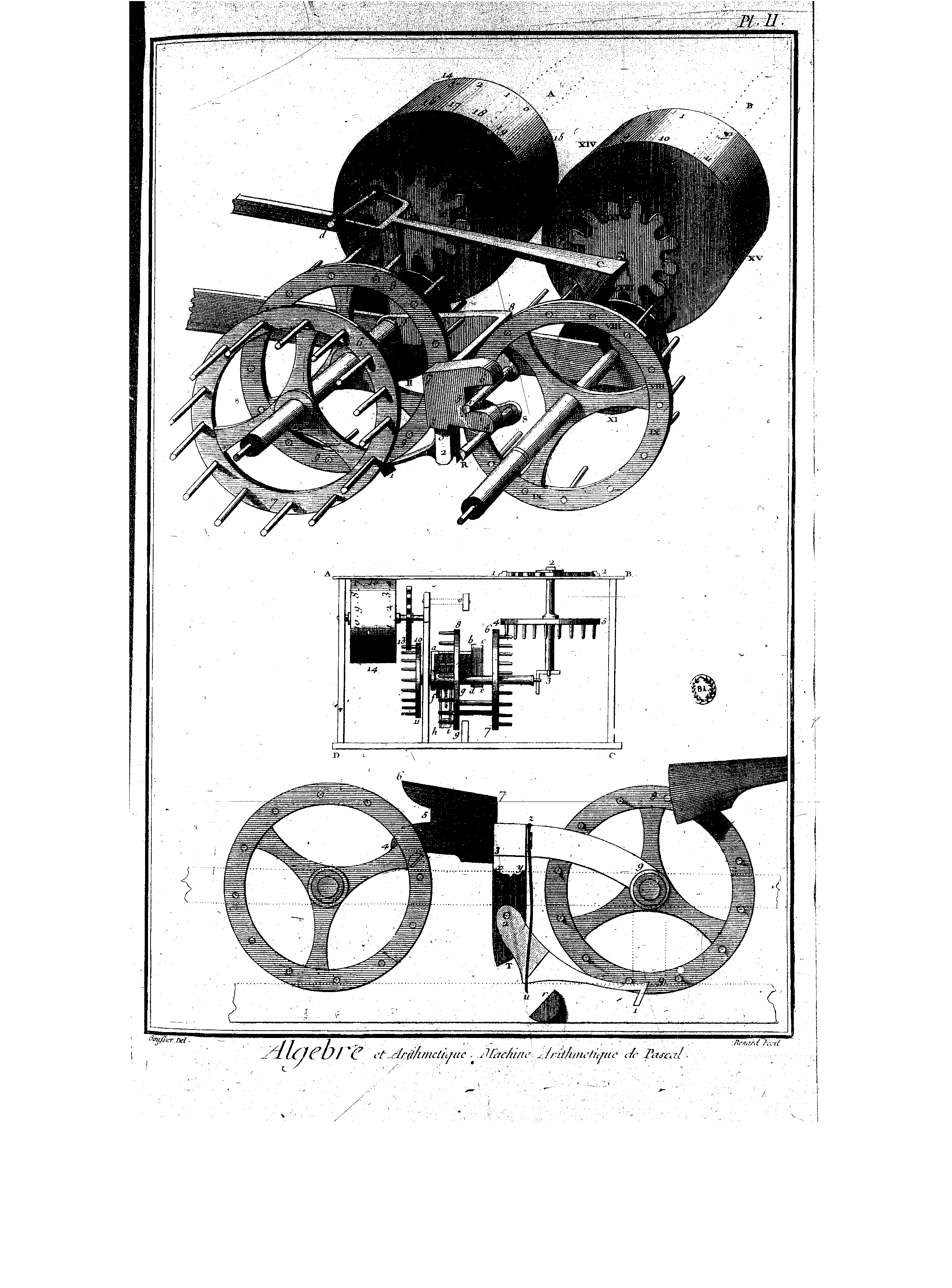
Machine arithmétique de Pascal - L’Encyclopédie.

Cependant, Pascal et Fermat, qui effectuent les premiers travaux importants en théorie des probabilités, n’ont pas développé très loin ce champ d’études. Christian Huygens, étudiant la question en 1655 à partir de ouï-dire à propos de la correspondance entre Pascal et Fermat, écrit le premier livre sur le sujet. Jacques Bernoulli, Pierre Rémond de Montmort, Abraham de Moivre, Thomas Bayes, Nicolas de Condorcet et Pierre-Simon de Laplace sont, parmi les auteurs qui ont prolongé le développement de la théorie, ceux dont la contribution a été la plus importante au XVIIIe siècle.
Au Canada, un concours annuel de mathématiques est appelé en son honneur « Concours Pascal », qui est ouvert à n’importe quel élève du Canada de moins de 14 ans et en 9e au plus.

Logo de GNU Pascal, implémentation du langage Pascal.

En informatique, Pascal est un langage de programmation créé par Niklaus Wirth et nommé en l'honneur de Blaise Pascal.
L’Université Clermont-Ferrand II a été baptisée à son nom et édite les Annales Mathématiques Blaise Pascal. Le nom a également été donné à une université de Cordoba, en Argentine.
La Banque de France a émis un billet de banque, le 500 francs Pascal, sa plus haute coupure de 1969 à 1994, à son effigie.
En 1964, l'Union astronomique internationale a donné le nom de Pascal à un cratère lunaire.
Une statue de Pascal figure parmi les Hommes illustres au musée du Louvre, à Paris.

### Fortune littéraire et philosophique
En littérature, Pascal est considéré comme un des auteurs les plus importants de la période classique française et il est lu aujourd’hui en tant qu’un des plus grands maîtres de la prose française. Son utilisation de la satire et de l’esprit a influencé des polémistes postérieurs. On se souvient bien de la teneur de son travail littéraire à cause de sa forte opposition au rationalisme de René Descartes et de l’affirmation simultanée que l’empirisme philosophique était également insuffisant pour déterminer des vérités majeures.
Au XIXe siècle, Chateaubriand a décrit ses contributions dans une célèbre envolée lyrique se concluant par : « (Il) fixa la langue que parlèrent Bossuet et Racine, donna le modèle de la plus parfaite plaisanterie, comme du raisonnement le plus fort […]. Cet effrayant génie se nommait Blaise Pascal. » Quant à Jules Barbey d'Aurevilly, il voit en Pascal un « Hamlet du catholicisme ». Dans son poème « Le gouffre », Charles Baudelaire évoque la curieuse hallucination qui faisait voir à Pascal un abîme ouvert près de lui : « Pascal avait son gouffre, avec lui se mouvant. »
Au XXe siècle, la méditation pascalienne sur le divertissement trouve un prolongement dans le roman de Jean Giono, Un roi sans divertissement (1947). Giono emprunte le titre et la dernière phrase du livre à un passage des Pensées (fragment 142 de l’édition Brunschvicg) : « Un roi sans divertissement est un homme plein de misères. » Quant à la conception tragique de l’homme, impuissant sans la grâce reçue de Dieu, elle a inspiré au philosophe marxiste Lucien Goldmann une étude sur Pascal et Racine publiée en 1955 sous le titre emprunté à Pascal, Le Dieu caché. Julien Green estime que Pascal est « le plus grand des Français ». Et Sœur Emmanuelle, dans son livre Vivre, à quoi ça sert ?, s’appuie sur quelques principes de la pensée pascalienne qui fut un guide pour elle, tout au long de sa vie.
Pascal a également été critiqué, en particulier par les philosophes des Lumières, qui ont tendu à considérer que la partie philosophique de son œuvre était celle d'un déséquilibré et d'un fanatique. Par la suite, cette dernière a également été remise en cause par Nietzsche par exemple ou encore par Simone Weil, dans son essai L'Enracinement. 
Vers la fin de sa vie, le sociologue Pierre Bourdieu publie Méditations pascaliennes, livre de réflexions sur son domaine. On a pu voir dans ce choix un geste démonstratif qui prend à contre-pied l'approche emblématisée par le titre Méditations cartésiennes, pris naguère par le philosophe Edmund Husserl. Emil Cioran reconnaît s'inspirer de l'attitude métaphysicienne de Pascal.
Dans son récit La Nuit de feu (2015), expression reprise du mémorial de Pascal, Éric-Emmanuel Schmitt donne une répercussion contemporaine aux distinctions pascaliennes entre foi et raison, mystère et connaissance.
Dans son essai Un coup de dés (2019), Claude Minière présente le débat de Pascal avec la notion de hasard.

### Bande dessinée
Lors de la prépublication Coke en stock dans le journal belge Tintin du 31 octobre 1956 (N° 44), Nestor lisait Les Pensées de Pascal. Ce strip ne sera pas repris dans la première publication en version album.
Dans le n° 685 de Pilote en 1972, Achille Talon lit les Pensées de Pascal, son livre de chevet.

### Cinéma
En 1965 Pierre Gauge réalise Le dernier acte, un court métrage (36 min) sur les Pensées de Blaise Pascal.
Une discussion à propos de Pascal et de son pari occupe une place importante dans le film Ma nuit chez Maud du réalisateur français Éric Rohmer en 1969. Dans Conte d'hiver, la référence au pari de Pascal est plus implicite.
En 1971 Roberto Rossellini réalise un téléfilm sur Blaise Pascal, interprété par Pierre Arditi.

### Commémorations

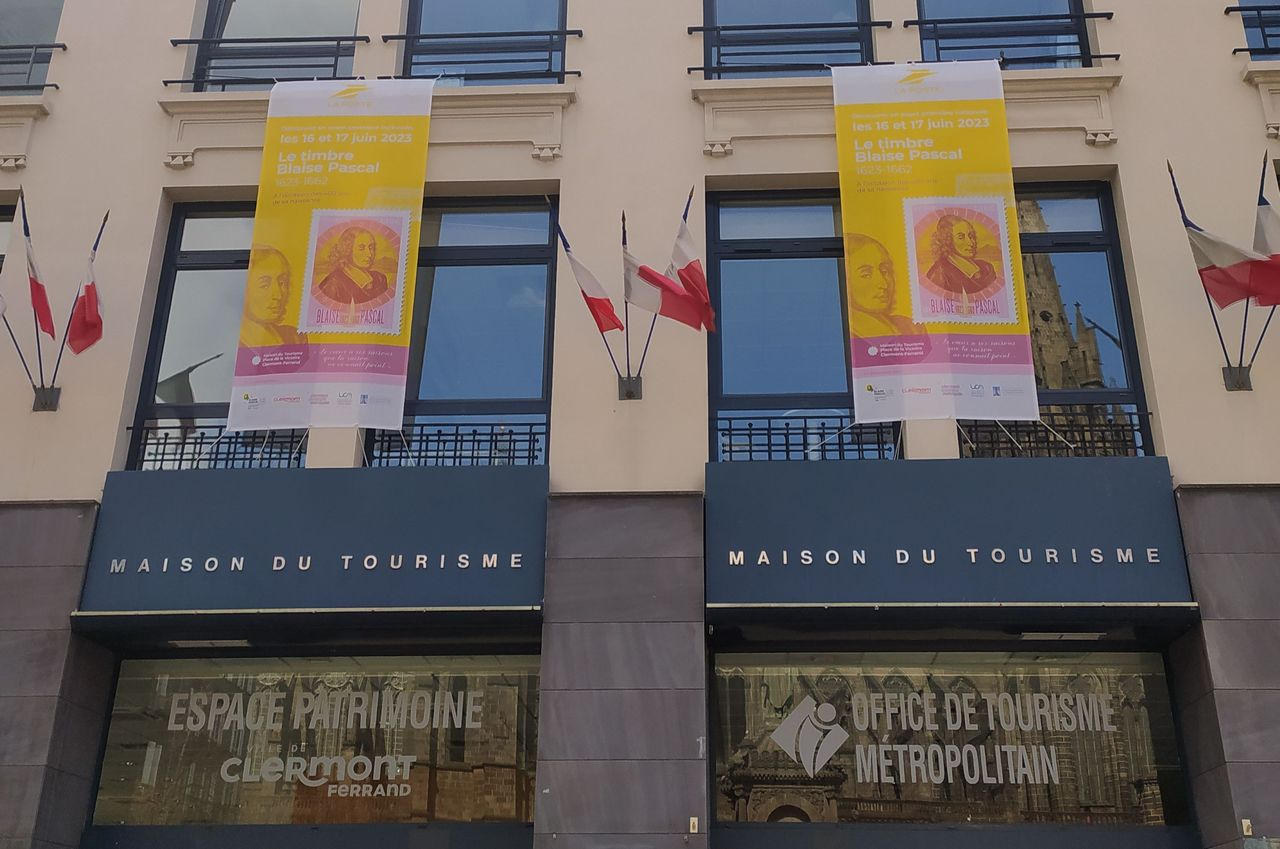
Dévoilement du timbre Blaise Pascal 2023 à l'office de tourisme de Clermont-Ferrand.

En 1923 des célébrations du tricentenaire de sa naissance sont organisées à Clermont-Ferrand, à Rouen, à Paris.
En 1963 des célébrations sont organisées (exposition à la bibliothèque nationale, émission d'un timbre…)
En 1993 une exposition est organisée à la Bibliothèque municipale et Interuniversitaire de Clermont-Ferrand pour le 350e anniversaire de la conception de la machine arithmétique.
En 2023, à l’occasion des quatre cents ans de la naissance de Blaise Pascal, des célébrations sont organisées à Clermont-Ferrand (exposition au Musée d'Art Roger-Quilliot, conférences, colloques). La « Nuit Blaise Pascal », réunissant comédiens, philosophes et historiens, est organisée en mars 2023 dans l’auditorium du Collège des Bernardins. Des colloques sont organisés à Bucarest, Montréal, Paris. Un timbre Blaise Pascal est inscrit au programme philatélique 2023 de la Poste. À l’occasion du quatre-centième anniversaire de sa naissance, le pape François consacre à Blaise Pascal une lettre apostolique, Sublimitas et miseria hominis.

### Vers une béatification?
En juillet 2017, le pape François a souhaité et évoqué une possible procédure en béatification de Blaise Pascal,,.

« Moi aussi, je pense qu’il mériterait la béatification […] J’envisage de demander la procédure nécessaire et l’avis des organes du Vatican chargés de ces questions, en faisant part de ma conviction personnelle positive. »

— Pape François.
Plusieurs raisons expliquent ce choix du souverain pontife, malgré les critiques de Blaise Pascal envers les jésuites. Le pape François insiste notamment sur le rôle de fervent chrétien du théologien et scientifique, ainsi que sur son rôle auprès des pauvres.
Le pape François a également reçu l'appui de son ami journaliste Eugenio Scalfari. Le fondateur du journal La Repubblica, bien qu'athée, se montre favorable à la béatification de Pascal, auteur qu'il admire beaucoup. En accord avec ces derniers, une initiative pour la reconnaissance de la sainteté de Pascal voit le jour à Paris en 2019, et prend corps trois ans plus tard avec la constitution de la Société des amis de Blaise Pascal (SABP). Le vice-président de cette société, Geoffroy de la Dure, estime que « Pascal pourrait être un saint patron pour les intellectuels. » Quelques mois plus tard, dans sa lettre apostolique Miseria et sublimitas hominis, le pape François « entrouvre la porte » à l'établissement d'un dossier de béatification, en défendant Pascal notamment contre les accusations d'hérésie.

## Œuvres

### Principales
La chronologie exacte des œuvres de Pascal est difficile à établir car de nombreux textes ne sont pas datés et ont été publiés longtemps après avoir été rédigés. Certains n’ont été connus qu’un siècle ou plus après le décès de Pascal, d’autres ne nous sont parvenus que de manière fragmentaire ou indirecte (notes de Leibniz ou correspondance, par exemple).
- Essai pour les coniques (1640)
- Expériences nouvelles touchant le vide (1647)
- Récit de la grande expérience de l'équilibre des liqueurs (1648)
- Traité de la pesanteur de la masse de l’air (1651-1653)
- Traité du triangle arithmétique (1654)
- Les Provinciales (1656-1657)
- Éléments de géométrie (1657)
- De l’Esprit géométrique et de l’Art de persuader (1657)
- Histoire de la roulette (1658)
- L’Art de persuader (1660)
- Pensées (posthume : 1670)[200]
- « Abrégé de la vie de Jésus-Christ par Blaise Pascal : publié par M. Prosper Faugère en 1846 »

### Éditions
- Blaise Pascal, Œuvres de Blaise Pascal en 5 tomes, La Haye, Chez Detune, Libraire, 1779.
- Blaise Pascal, Pensées de Pascal, précédées de Sa vie, par Mme Perier, sa sœur, Paris, Librairie de Firmin-Didot frères, fils & Cie, 1873 (lire en ligne)
- Blaise Pascal, Pensées et opuscules : édition philosophique et critique, précédée d'un essai sur l'apologétique de Pascal par Aloïse Guthlin, Paris, P. Lethielleux, 1896 (lire en ligne)
- Pascal, Léon Brunschvicg (dir.), Pierre Boutroux (dir.) et Félix Gazier (dir.), Œuvres complètes, vol. 1-14, Paris, Hachette, coll. « Grands Écrivains de la France », 1904-1914 (lire sur Wikisource)
- Pascal, Œuvres complètes, Louis Lafuma, Seuil, L'Intégrale, 1963.
- Pascal, Œuvres complètes, texte établi, présenté et annoté par Jacques Chevalier, Bibliothèque de la Pléiade, Éditions Gallimard, 1936-1998.
- Pascal, Œuvres complètes, éd. Jean Mesnard, Paris, Desclée de Brouwer, 1964-1992 (contient tous les textes qui intéressent la vie ou l’œuvre de Pascal, y compris des actes notariés, etc.. Mais seuls quatre des sept volumes ont paru, Jean Mesnard étant décédé en 2016, et ils ne contiennent ni Les Provinciales ni les Pensées.)
- Pascal, Œuvres complètes, éd. Michel Le Guern, coll. Bibliothèque de la Pléiade, Paris, Gallimard, 2 volumes, 1998 et 2000.
- Blaise Pascal et Philippe Sellier (dir.), Pensées, Le Livre de Poche, 2000, 736 p. (ISBN 978-2-2531-6069-4). .
- Marie Pérouse, L’Invention des Pensées de Pascal. Les éditions de Port-Royal (1670-1678), Éditions Honoré Champion, 2009.
- Blaise Pascal, Pensées, opuscules et lettres, éd. par Philippe Sellier, Paris, Éditions Classiques Garnier, coll. « Bibliothèque du XVIIe siècle », 2010
- Blaise Pascal, Pensées sur la religion et sur quelques autres sujets, Étude et édition comparative de l'édition originale avec les copies et les versions modernes par Jean-Robert Armogathe et Daniel Blot, Paris, Honoré Champion, 2011.
- Blaise Pascal et Emmanuel Martineau (dir.), Discours sur la religion et sur quelques autres sujets, Presses universitaires de Caen, 2022 (1re éd. 1992)
- Blaise Pascal, Laurence Plazenet (dir.) et Pierre Lyraud (dir.) (Édition du 400e anniversaire), Pascal : L’Œuvre, Bouquins et Mollat, juin 2023, 2048 p.